# Édimbourg
« Edinburgh » redirige ici. Pour les autres significations, voir Edinburgh (homonymie).

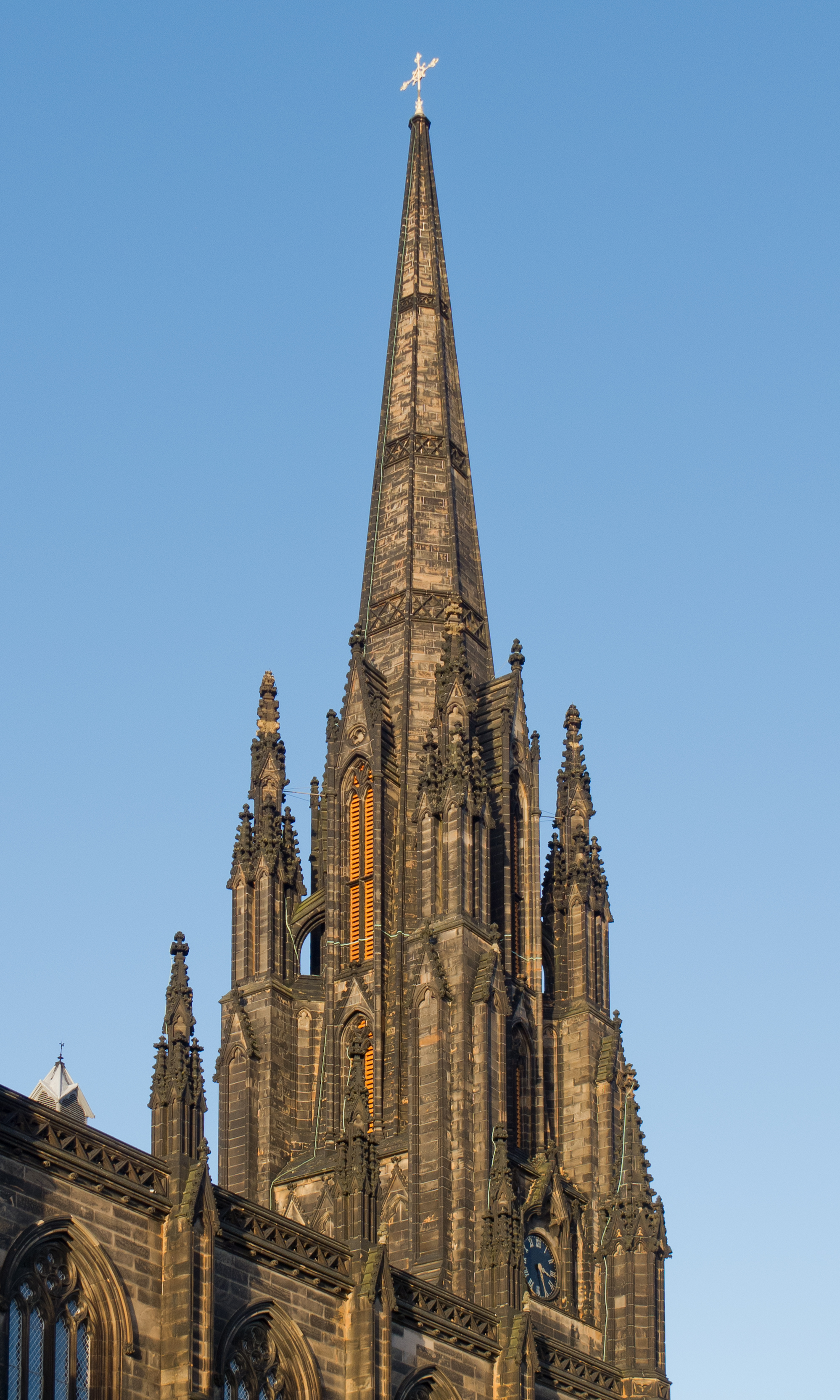
Le Hub, un bâtiment public d'art et d'événements à Édimbourg.

Édimbourg (/edɛ̃buʁ/ ; en anglais : Edinburgh /ˈɛdɪnb(ə)ɹə/,  ; en gaélique écossais : Dùn Èideann, /ˈt̪uːnˈeːtʲən̪ˠ/ ; en scots : Embra, Edinburrie, Edinburra ou Edimbra) est une ville du nord du Royaume-Uni, capitale administrative de l'Écosse.
Elle est le siège du Parlement écossais depuis le rétablissement de celui-ci en 1999. Sa population était de 526 470 habitants en 2022 (c’est la deuxième ville d’Écosse derrière Glasgow). La région métropolitaine a une population de 912 000 habitants.
Ses habitants sont les Édimbourgeois. Depuis 1329, Édimbourg possède officiellement le statut de cité. Elle a aussi le statut de council area (depuis le 31 mars 1996) et de région de lieutenance, après avoir eu celui de district au sein de la région du Lothian (du 15 mai 1975 au 31 mars 1996) dont elle était le siège.
Elle est dominée par son château dont les fondations remontent au VIIe siècle, mais c’est à partir du XIe siècle que fut construite cette résidence royale avant de devenir une forteresse redoutable au XVIe siècle. Édimbourg fut affranchie en 1329 et s’entoura de murailles au XVe siècle. Après la défaite de Flodden (1513) contre les Anglais, les bourgeois de la ville décidèrent de construire à titre préventif une seconde enceinte baptisée le mur de Flodden. Après l’unification des Parlements d’Écosse et d’Angleterre (1707), la ville perdit de son importance politique mais resta un important centre économique et culturel. En plus du château, Édimbourg compte de nombreux lieux comme le Royal Botanic Garden, les cathédrales Saint-Gilles (presbytérienne), Sainte-Marie (épiscopalienne) et Sainte-Marie (catholique), Charlotte Square, le Scott Monument ou encore la colline de Calton Hill et ses mémoriaux. Le palais de Holyrood est la résidence officielle du roi lorsqu’il séjourne dans la ville. La Vieille Ville et la Nouvelle Ville sont classées patrimoine mondial par l’UNESCO depuis 1995.
Édimbourg est célèbre pour son festival international, le plus grand du monde, qui dure trois semaines en août et propose de nombreux spectacles artistiques dans toutes les disciplines. La ville est un grand centre culturel et abrite des institutions telles que le musée national d’Écosse, la Galerie nationale d'Écosse et la Bibliothèque nationale d’Écosse, la plus importante bibliothèque d’Écosse (et l’une des plus grandes du Royaume-Uni).
C'est le deuxième centre financier du Royaume-Uni (après Londres) et les attractions historiques et culturelles de la ville en ont fait la deuxième destination touristique la plus populaire du Royaume-Uni, attirant 4,92 millions de visiteurs dont 2 millions de visiteurs étrangers en 2018,. La ville accueille l'une des plus prestigieuses universités d'Europe et du monde, l'université d'Édimbourg, pionnière dans l’informatique, la géologie, la chimie et la médecine.

## Géographie

### Situation et topographie
La ville est située dans le sud-est de l’Écosse et est délimitée au nord par l’estuaire du Firth of Forth et au sud par les collines de Pentland. La ville est construite sur des collines volcaniques qui fournissent chacune un point de vue différent sur la ville. Alors que la cité s'est construite autour de l'imposant Castle Rock, on dit souvent que la ville moderne est construite sur sept collines, à savoir Calton Hill, Corstorphine Hill, Craiglockhart Hill, Braid Hill, Blackford Hill, Arthur's Seat et Castle Rock, donnant lieu à des allusions aux sept collines de Rome.
Édimbourg est drainée par la rivière appelée Water of Leith, qui prend sa source dans les collines de Pentland et s’étend sur 29 km au sud et à l’ouest de la ville, se jetant dans le Firth of Forth à Leith.

### Climat
Édimbourg connaît un climat océanique, marqué par des hivers modérés et des étés frais. Elle reçoit 126 jours de pluie par an en moyenne, et le temps est souvent changeant (averses suivies d'éclaircies). Les brouillards sont fréquents.
| Mois                              | jan.  | fév.  | mars   | avril  | mai   | juin   | jui.   | août   | sep.   | oct.  | nov.  | déc.  | année    |
| --------------------------------- | ----- | ----- | ------ | ------ | ----- | ------ | ------ | ------ | ------ | ----- | ----- | ----- | -------- |
| Température minimale moyenne (°C) | 1,52  | 1,62  | 2,71   | 4,34   | 6,65  | 9,38   | 10,99  | 10,98  | 9,37   | 6,49  | 3,63  | 1,4   | 5,78     |
| Température maximale moyenne (°C) | 6,9   | 7,51  | 9,32   | 12,01  | 14,86 | 17,46  | 19,4   | 19,17  | 16,87  | 13,17 | 9,54  | 7,02  | 12,8     |
| Ensoleillement (h)                | 47,44 | 77,52 | 111,02 | 147,74 | 189,5 | 159,35 | 160,93 | 145,68 | 125,48 | 94,12 | 66,9  | 37,75 | 1 363,43 |
| Précipitations (mm)               | 73,01 | 61,07 | 52,49  | 45,87  | 50,17 | 68,77  | 71,85  | 74,71  | 55,17  | 82,66 | 73,65 | 74,87 | 784,29   |

### Quartiers
La topographie de la ville offre plusieurs collines permettant d'avoir de larges panoramas sur Édimbourg et ses environs.
Au sud-est du centre-ville domine Arthur’s Seat (le siège d’Arthur ou parfois le siège de l’archer). Il surplombe le palais de Holyrood ainsi que la vieille ville (Old Town) toute proche. Ce crag est un ensemble de cheminées volcaniques du principal volcan sur lequel Édimbourg est construite. Le volcan s’est effondré et a basculé sur le côté, laissant ces collines comme les sites les plus élevés à des kilomètres à la ronde. Arthur’s seat fait désormais partie du parc de Holyrood, à l’origine propriété du monarque en tant que partie du palais de Holyrood. Il fait partie des sites d’intérêt scientifique en matière de géologie du Royaume-Uni (Site of special scientific interest, ou SSSI en anglais). Arthur’s Seat et le parc de Holyrood offrent un panorama sur toute la région d'Édimbourg ainsi qu'un endroit de détente particulièrement apprécié des habitants de la ville.
Au nord-est, surplombant le centre-ville, se trouve Calton Hill. À son sommet se dressent différents bâtiments, dont deux observatoires, le Nelson Monument, la Old Royal High School (qui aurait dû abriter le Parlement à une époque), et le Monument national d'Écosse, dont le modèle est le Parthénon d’Athènes, mais qui reste inachevé. Le surnom Athènes du Nord donné à Édimbourg vient entre autres de ce monument. Calton Hill accueille les festivités de Beltane chaque 1er mai.
Blackford Hill est la troisième et la plus au sud des hauteurs de la ville, où se trouve notamment l'Observatoire royal d'Édimbourg.

La colline Arthur’s seat en plein cœur d’Édimbourg.

#### Le centre
Le centre historique d'Édimbourg est divisé en deux parties par les Jardins de Princes Street. Au sud de ces jardins se trouve la vieille ville (quartier de Old Town), dominée par le château, perché au sommet d’un ancien crag volcanique. L’axe majeur de la vieille ville, le Royal Mile, suit l’arête du crag en descendant lentement vers le palais de Holyrood à l'est. Au nord des jardins se trouve la Nouvelle Ville (quartier de New Town). Ces jardins se trouvent à l’ancien emplacement de marécages et de la rivière Nor'Loch, qui servait autrefois de douves au château. D'autres quartiers, plus éloignés du centre, composent la ville. Celui de Leith, par exemple, correspond au port de la ville. Les quartiers de Dean Village et de Stockbridge sont également très populaires puisqu'ils s'apparentent à des villages. Le centre compte plus de 4 500 édifices classés, une proportion plus élevée que toute autre grande ville britannique.
À l’ouest du château se trouve le West End, le quartier financier, abritant de nombreuses banques et compagnies d'assurances. La construction qui attire sans doute le plus l’œil est le bâtiment circulaire construit en grès et qui abrite le Centre International de Conférence.

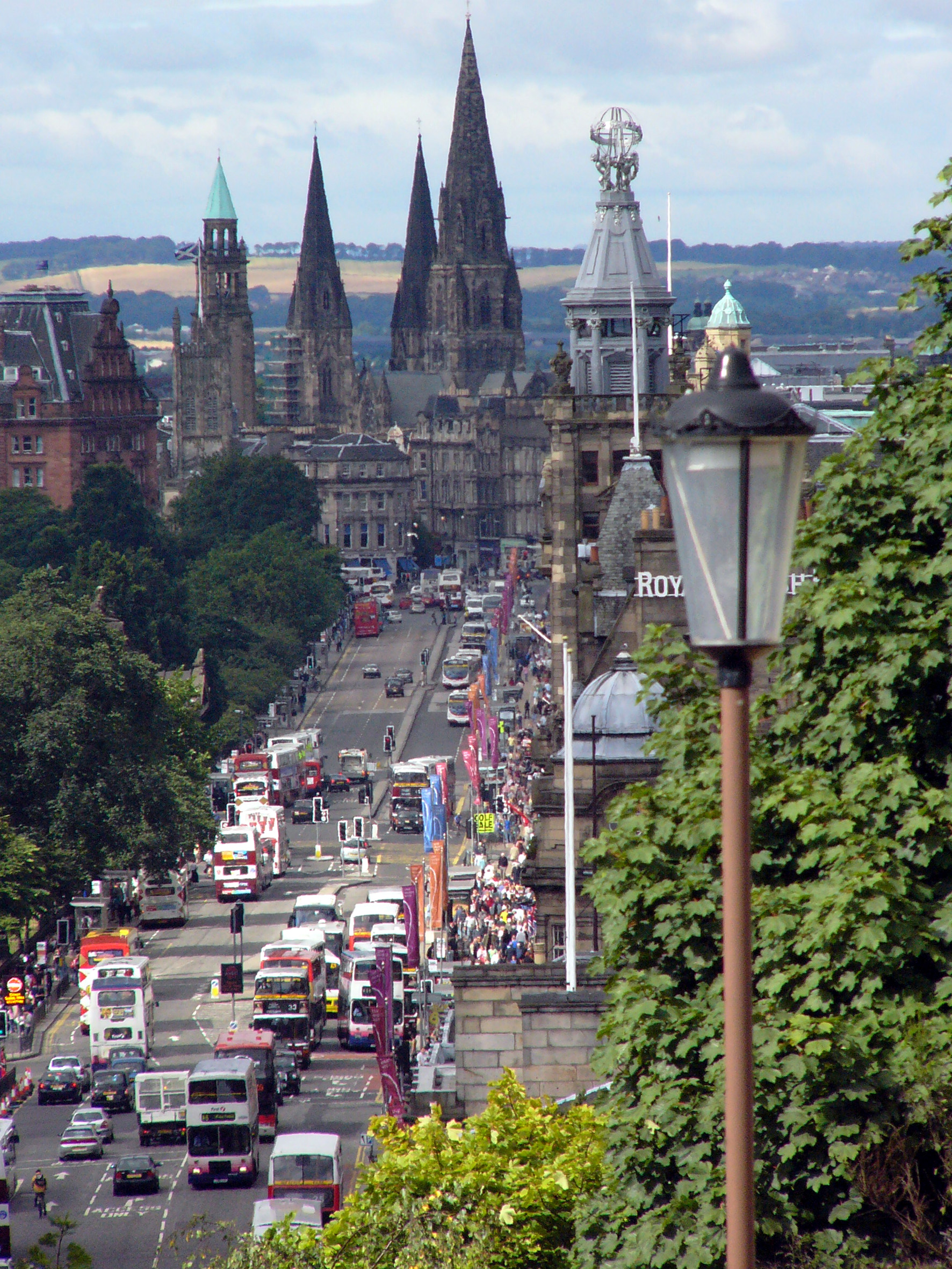
Vue sur Princes Street depuis Calton Hill.
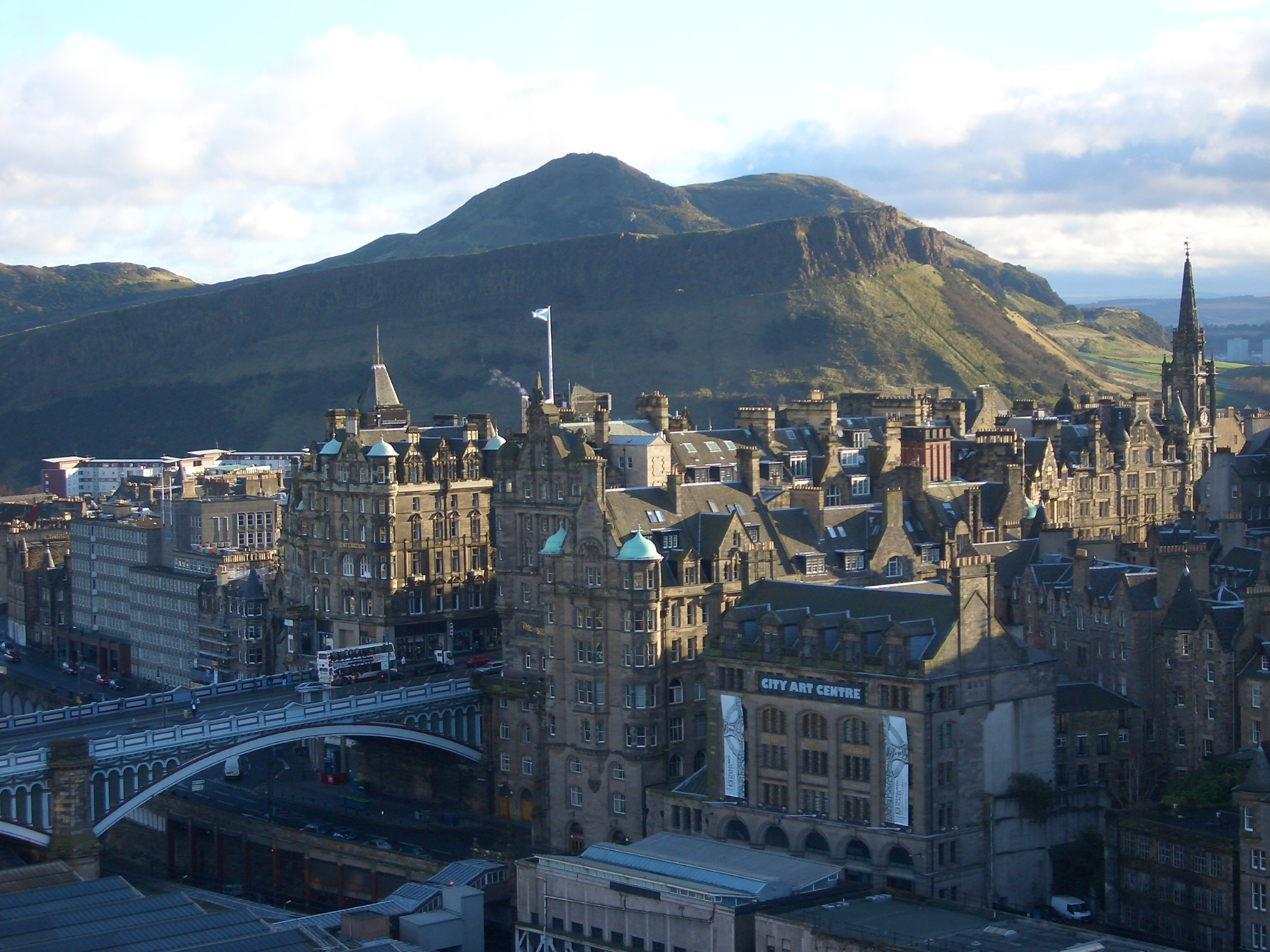
Édimbourg vue depuis le Scott Monument.
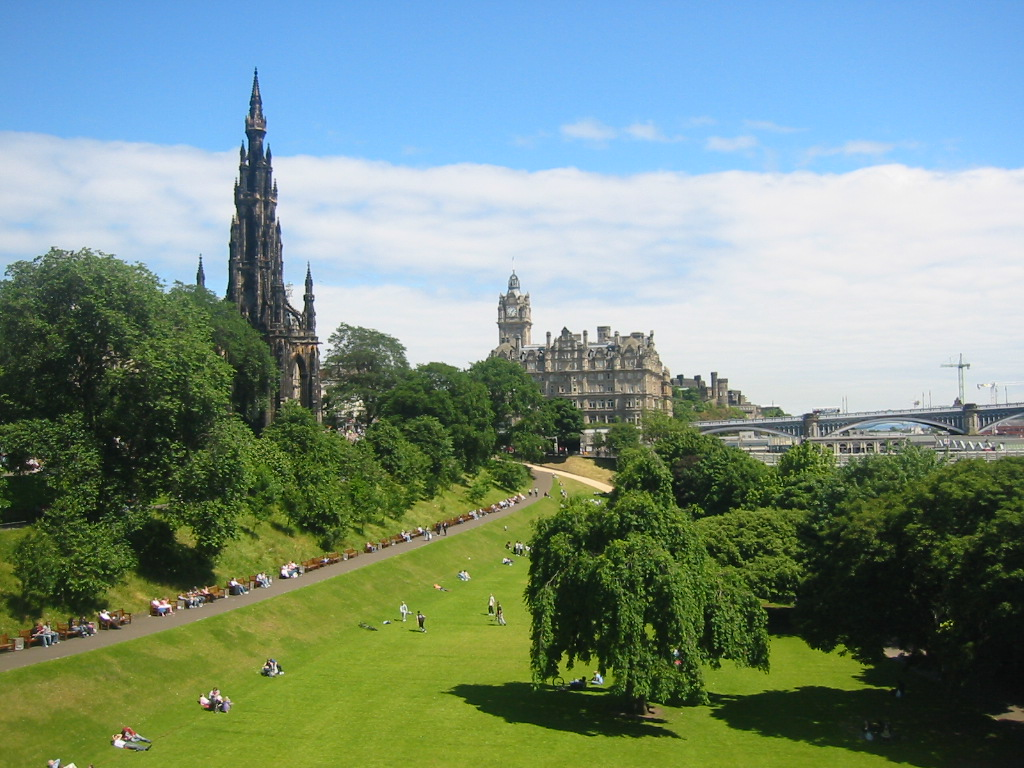
Les Jardins de Princes Street et le Scott Monument.

##### Old Town

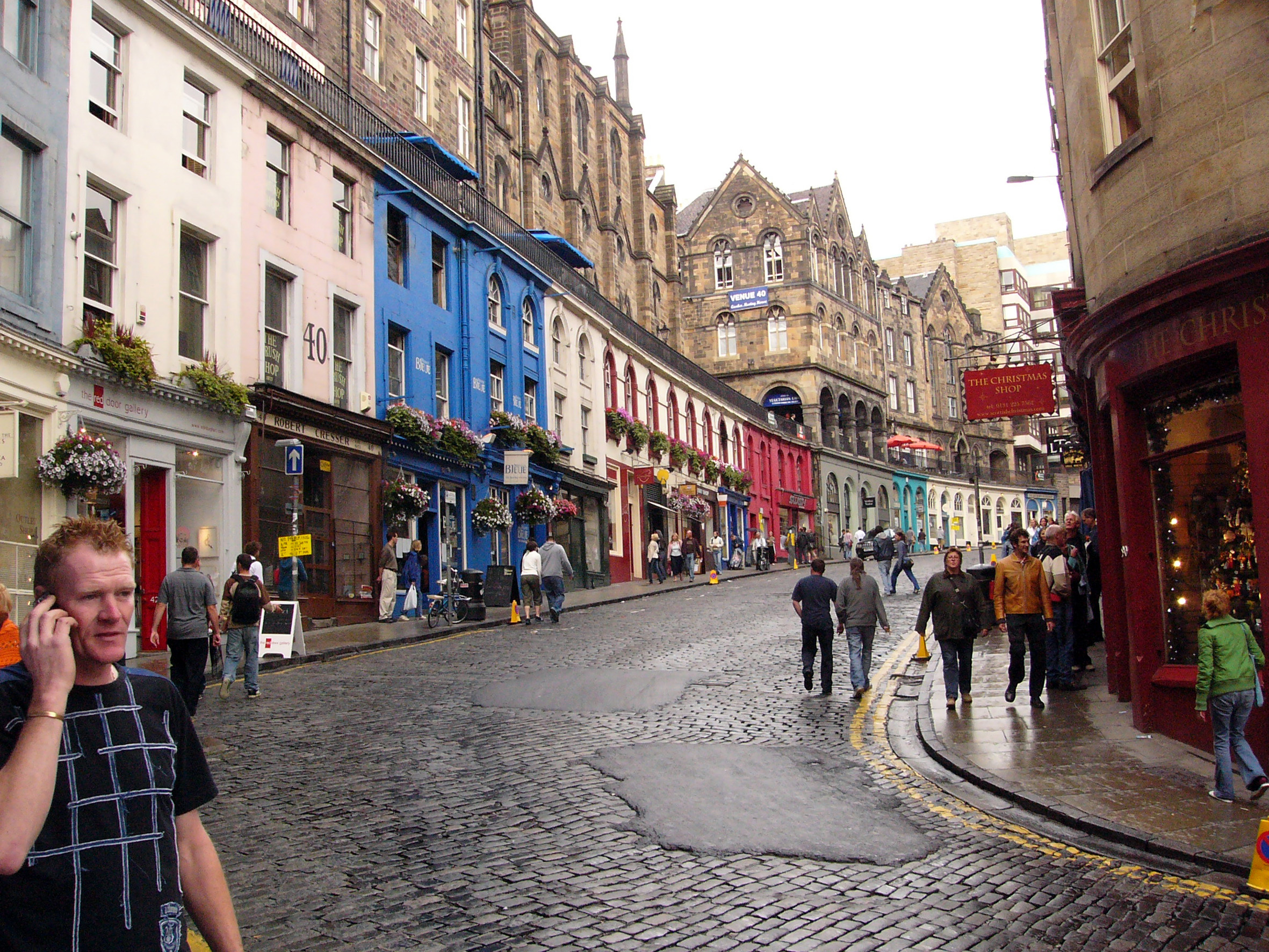
Victoria Street, dans la vieille ville.

La topographie de la ville est marquée par le « crag et sa queue », qui se sont formés pendant l'ère glaciaire lorsque les glaciers ont érodé le sol tendre autour d'un bloc de roches volcaniques plus dures. La colline qui en a résulté a été la plus ancienne partie de la ville à se développer, en étant tout d'abord fortifiée puis en devenant le château que l'on peut voir aujourd'hui. La ville s'est ensuite étendue en descendant le long de l'arête qui part du château. Cet emplacement était facile à défendre, entouré de marécages au sud et d'un lac, le Nor Loch, au nord. L'accès à la voie principale était barré au moyen de murailles aujourd'hui quasiment disparues.
La vieille ville a préservé sa physionomie médiévale ainsi que de nombreux bâtiments datant de la Réforme. Elle est délimitée sur un côté par le château, d'où l'artère principale (le Royal Mile) descend. Des ruelles, appelées closes ou wynds comme Mary King's Close et qui partent du Royal Mile, descendent de part et d'autre de la colline. De larges places marquent l'emplacement des marchés ou entourent les principaux bâtiments publics, comme autour de la cathédrale Saint-Gilles ou le palais de justice par exemple. Les autres lieux dignes d'intérêt proches du Royal Mile sont le musée royal d'Écosse, le collège royal de chirurgie, l’université d’Édimbourg. La conception de la ville, typique de vieux quartiers de beaucoup de cités d’Europe du Nord, est particulièrement pittoresque à Édimbourg, du fait de son château perché au sommet du crag.
Les restrictions imposées par le manque d'espace dû à l'étroitesse de l'arête sur laquelle est construite la vieille ville font d'Édimbourg l'une des premières cités à construire de véritables tours d'habitation. Les logements multi-étages sont la norme depuis le XVIe siècle. Au XVIIIe siècle, il y avait environ 80 000 habitants dans Old Town, et comme la population a pendant longtemps été réticente à s'installer hors des murs de la ville, le besoin en logement s'est fait de plus en plus important et les bâtiments se sont agrandis. Cependant, beaucoup de ceux-ci furent détruits dans le grand incendie de 1824 et ensuite reconstruits sur les fondations d'origine. Mais cela a provoqué des changements au niveau du sol avec la création de nombreux passages sous la vieille ville.
Depuis, la population de Old Town a considérablement diminué, n’atteignant plus que 2 000 à 4 000 personnes selon les sources,. Il y a actuellement 20 000 habitants dans la vieille ville.

Une partie du centre historique d'Édimbourg.

##### New Town
La Nouvelle Ville est apparue au XVIIIe siècle comme solution aux problèmes de surpopulation dans la vieille ville. Jusqu'alors la ville s'était développée sur le flanc de la colline descendant du château. En 1766, un concours, lancé afin de tracer la nouvelle ville, fut remporté par James Craig, un architecte de 22 ans. Son idée était de créer un plan ordonné et rigide, ce qui correspondait aux idées de rationalité de l’époque des Lumières. L’artère principale était George Street, qui suit la crête naturelle au nord de la vieille ville. De chaque côté de George Street on trouve deux autres artères importantes : Princes Street et Queen Street. Princes Street est devenue depuis la principale rue commerçante d'Édimbourg et quelques bâtiments d'architecture georgienne y subsistent. Reliant ces trois axes entre eux, toute une série de rues perpendiculaires ont été tracées. À l'est et à l'ouest de George Street, on trouve respectivement les places de St Andrew's Square et Charlotte Square. Cette dernière a été dessinée par Robert Adam et est considérée comme un des plus beaux exemples d'architecture georgienne de Grande-Bretagne. La résidence officielle du premier ministre d’Écosse, Bute House, est visible sur le côté nord de Charlotte Square.

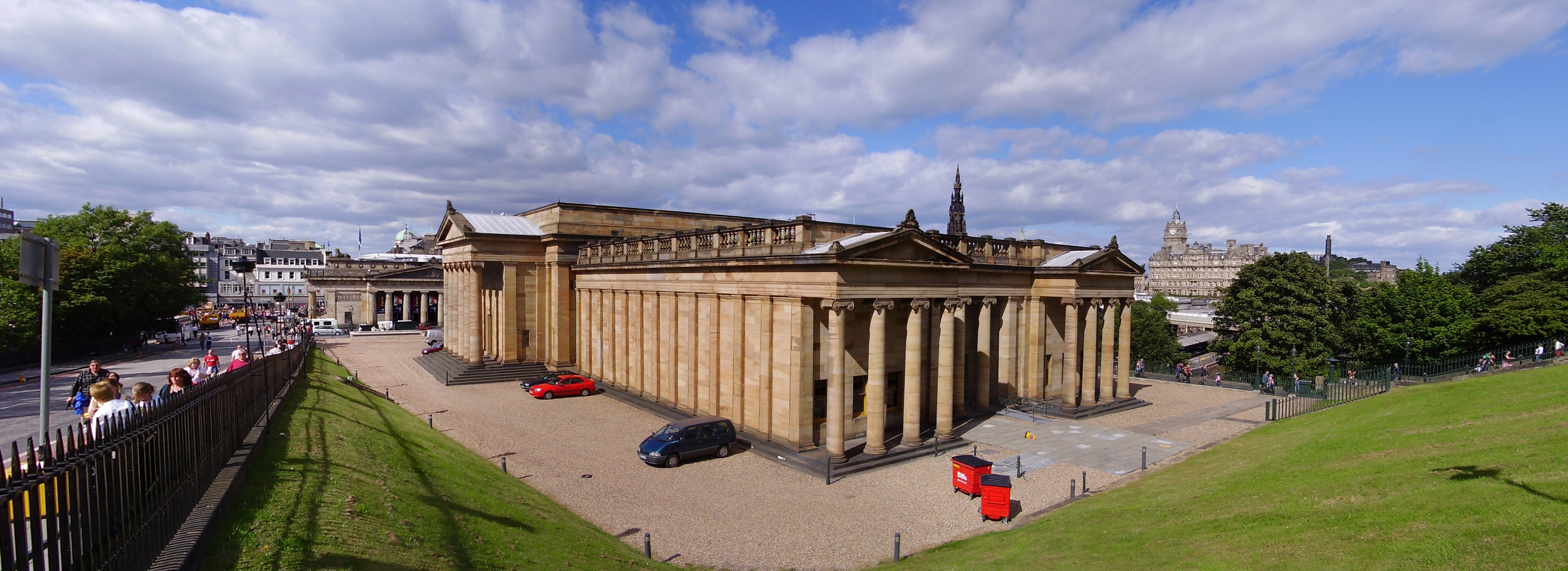
Le National Gallery of Scotland, situé sur le Mound, vu depuis le sud en direction de Princes Street.

Entre Old Town et New Town se trouvait le Nor'Loch qui servait autrefois d'approvisionnement en eau et de décharge. Il fut drainé dans les années 1820. Certains plans montrent qu'un canal aurait été envisagé, mais on créa à la place les jardins de Princes Street.
L'excès de terre issu de la construction des bâtiments combla une partie de la petite vallée formée par la rivière, créant ainsi The Mound, qui est l'esplanade où se trouvent désormais le National Gallery of Scotland et la Royal Scottish Academy. Les tunnels menant à la gare de Waverley toute proche passent sous le Mound.
Le succès de la nouvelle ville fut tel qu'elle s'est largement agrandie. Le plan très structuré ne s'est pourtant pas maintenu et une disposition des rues plus pittoresque s'est installée dans les quartiers créés par la suite.

#### Leith

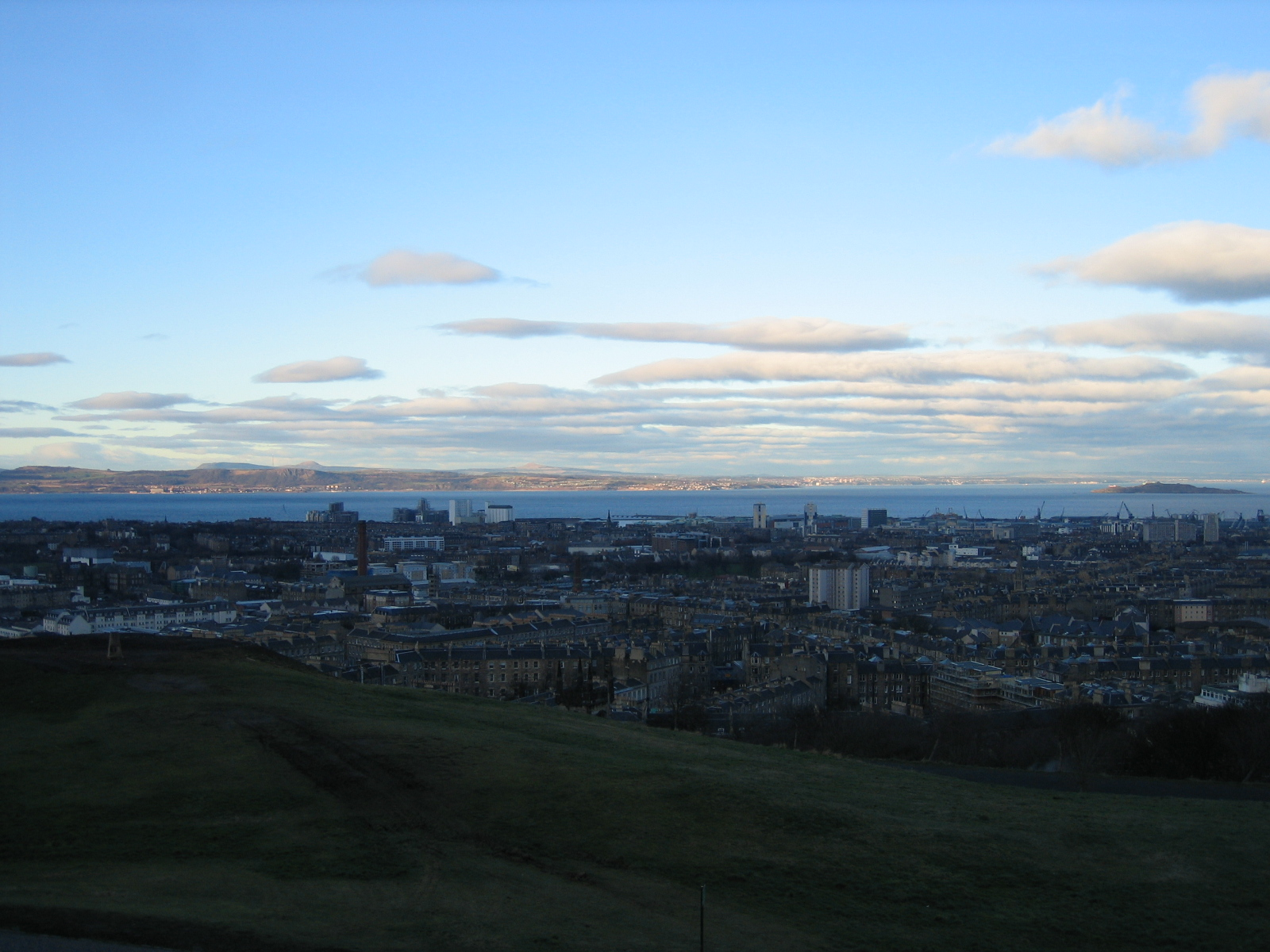
Vue vers Leith et le Firth of Forth depuis Arthur’s seat.

Leith, qui est le port d'Édimbourg, avait reçu le statut de ville en 1329. Leith est toujours considéré par ses habitants comme une entité séparée de la ville, et sa fusion avec celle-ci en 1920 a été à l’origine d’un fort ressentiment. Encore aujourd'hui, le siège parlementaire est celui de la circonscription d'Édimbourg Nord et Leith. Au XXe siècle, le déclin des industries traditionnelles et des chantiers navals a entraîné un important déclin économique. Le développement du front de mer et des anciens docks de Leith a depuis permis à Édimbourg d'attirer de nombreuses compagnies maritimes qui offrent désormais des croisières vers la Norvège, la Suède, le Danemark, l’Allemagne et les Pays-Bas. Leith accueille également l'ancien yacht de la reine, le Britannia, désormais à la retraite, amarré derrière le grand centre commercial d'Ocean Terminal.
Le bourg balnéaire de Portobello est caractérisé par une vaste plage et une promenade, des villas georgiennes et des immeubles victoriens.

## Toponymie, étymologie

### Origines du nom de la ville

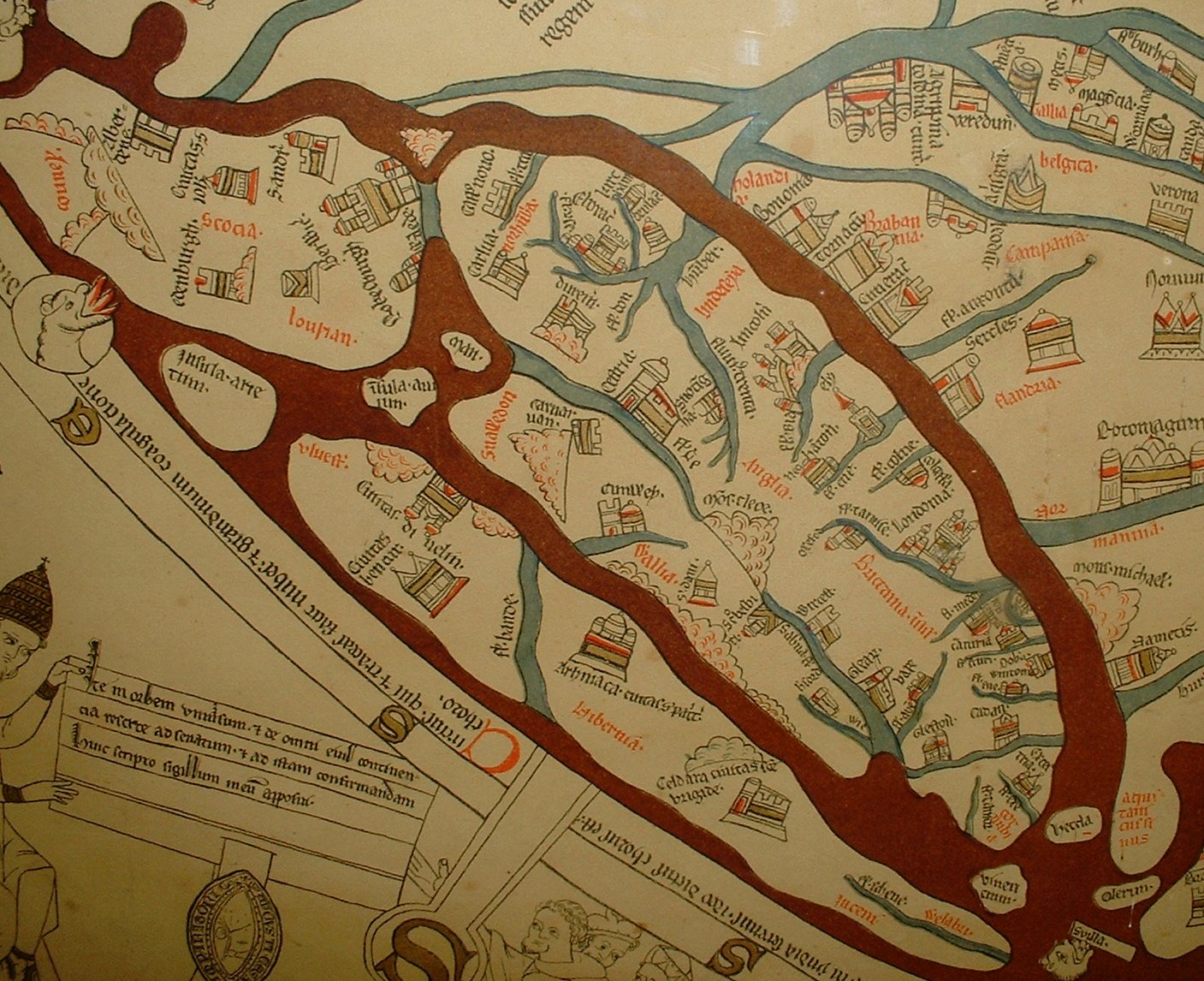
Édimbourg vers 1300.

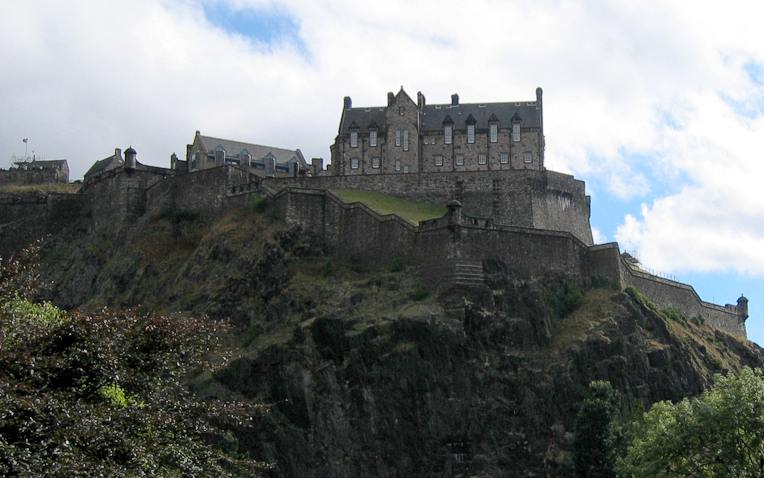
Le château d’Édimbourg.

L'origine du nom de la ville viendrait du brittonique Din Eidyn (le fort d'Eydin, voir article dun), la ville n'étant alors qu'un fort au sommet d'une colline. Des sources romaines du Ier siècle, parlent des Votadini, comme la tribu bretonne régnant sur la région (la Bretagne étant le nom que les Romains donnent à la Grande-Bretagne). Cette origine est confirmée par le poème Y Gododdin, peut-être composé aux environs de 600 (manuscrit du XIIIe siècle), qui décrit des guerriers festoyant dans le grand fort d'Eidin.
Après le siège des Angles de Bernicie, la ville devient Edin-burh, qui pourrait venir de l’anglo-saxon Edwin's fort (le fort d'Edwin). Ce fort tirerait lui-même son nom d'Edwin, roi de Northumbrie au VIIe siècle, mais l’apparition possible du nom avant l’existence même du roi aurait tendance à contredire cette thèse. La partie burgh signifie forteresse ou groupe de bâtiments, et donc par extension une ville. Ce mot est à rapprocher de l’allemand Burg, du latin parcus et du grec ancien πύργος / púrgos. On peut faire remonter ce mot jusqu’au chaldéen perach signifiant croissance, une ville étant un groupe de bâtiments qui grandit depuis le sol.
La preuve de l’existence d’une ville en tant qu'entité séparée du fort apparaît dans une charte du début du XIIe siècle, probablement en 1124. Le roi David Ier accorde alors des terres à l’église de Holyrood d'Édimbourg. Cela laisse penser que la ville commença réellement à se développer entre 1018 (quand le roi Malcolm II sécurisa la région des Lothians contre les attaques des Northumbriens) et 1124.
Le bénéficiaire de la charte est l'Ecclisie Sancte Crucis Edwinesburgensi (Église Sainte-Croix d’Édimbourg en latin), ce qui pourrait signifier que ceux qui ont écrit cette charte pensaient qu'Edwin était la source originale du nom de la ville et auraient donc décidé de le latiniser. Mais une autre hypothèse est que le mot se serait modifié au cours des 600 années précédentes pour y intégrer un « w ». Dans tous les cas, cela allait changer rapidement de nouveau ; en 1170, le Roi Guillaume le Lion utilise Edenesburch dans une charte (en latin de nouveau) confirmant l’octroi de terre par David Ier.
Des documents du XIVe siècle mentionnent la ville sous sa forme actuelle. Bien que l'on trouve parfois les orthographes Edynburgh et Edynburghe, elles ne sont que de simples variantes de l’orthographe actuelle.

### Autres noms

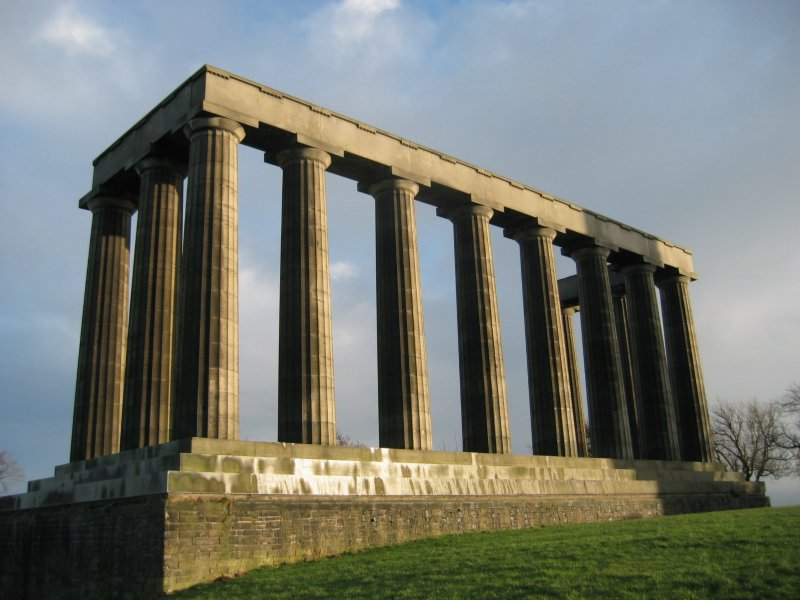
Le National Monument sur Calton Hill : l'une des explications du surnom d'Athènes du Nord.

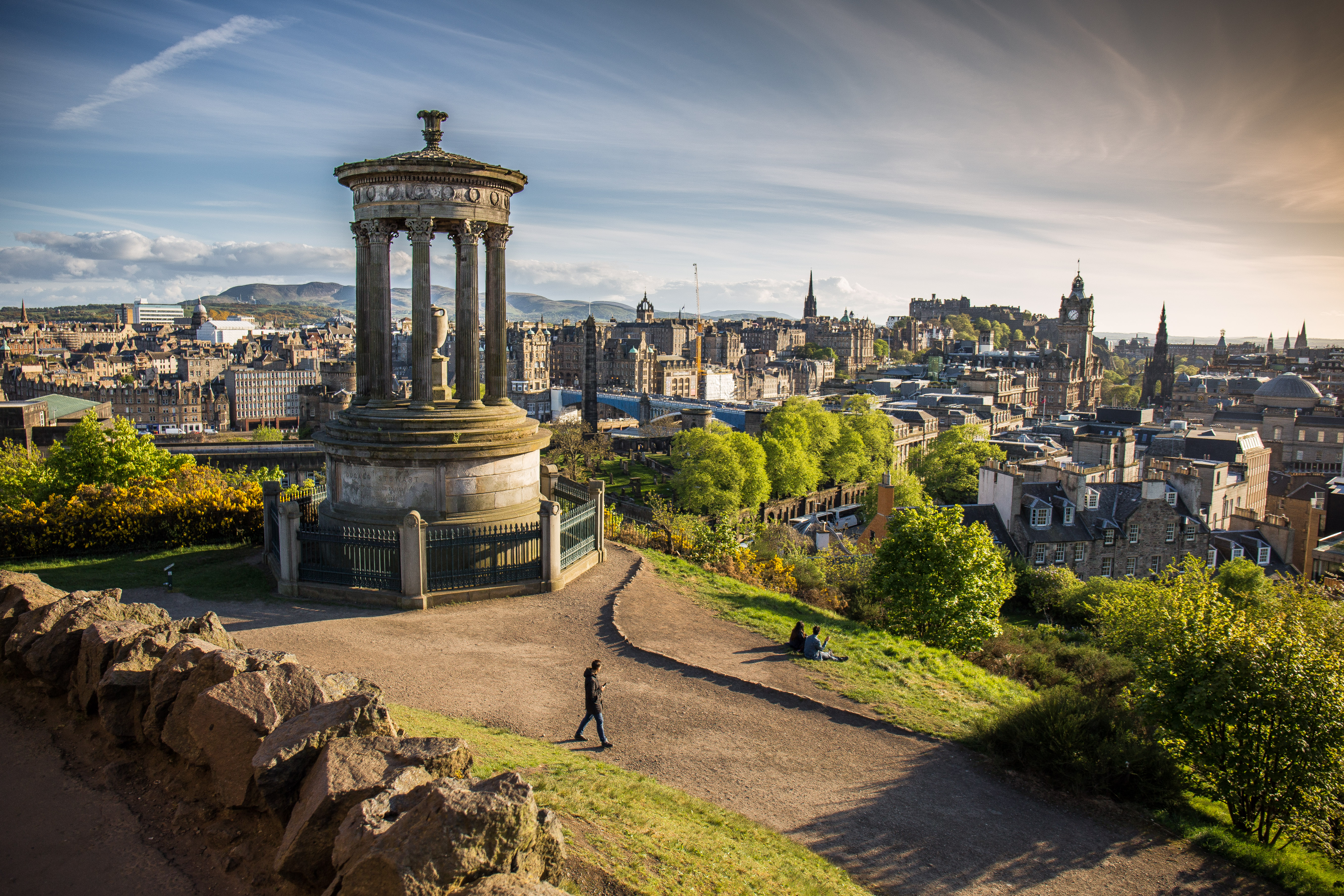
Édimbourg vue de Calton Hill.

La ville est affectueusement surnommée la vieille enfumée en Scots,, du fait des fumées noires qui s’échappaient des nombreuses cheminées, formant un nuage autour de la ville.
Elle est également appelée l'Athènes du Nord pour différentes raisons. Le XVIIIe siècle, période des Lumières écossaises, a beaucoup joué dans l'attribution de ce surnom. Des figures phares telles que David Hume et Adam Smith faisaient rayonner la ville en ce temps-là. Ayant perdu de son importance politique, certains espéraient qu’Édimbourg pourrait un jour rivaliser avec des centres culturels tels que Londres, comme Athènes ou Rome auparavant. Un autre facteur de ressemblance est la présence d'architecture néoclassique, particulièrement celle des bâtiments de William Henry Playfair. Mais l'appellation Athènes du Nord est discréditée depuis qu'un écrivain a facétieusement surnommé Édimbourg la Reykjavik du Sud.
Édimbourg a également été connue sous le nom de Dunedin, dérivant de son nom gaélique Dùn Eideann. Dunedin, en Nouvelle-Zélande, était à l’origine nommée New-Edinburgh et est toujours surnommée l’Édimbourg du Sud.
Les poètes Robert Burns et Robert Fergusson appellent parfois la ville Edina dans leurs œuvres. Ben Jonson la décrit comme « l’autre œil de Grande-Bretagne » (Britain’s other eye), et Sir Walter Scott l’appelle Impératrice du Nord.
Certains Écossais appellent la ville de façon informelle Embra.

## Histoire

Drapeau de la ville.

### Antiquité
Des Hommes se sont installés dans la région d’Édimbourg au moins depuis l'âge du bronze, en laissant des traces de constructions primitives en pierre sur Holyrood, la colline de Craiglockhart et les collines de Pentland par exemple. La culture locale fut influencée durant l'âge du fer par Hallstatt et la Tène, les cultures celtes de l'Europe centrale. Les Romains arrivèrent dans le Lothian au début du premier millénaire de notre ère. Ils découvrirent une tribu celte dont ils notèrent le nom Votadini, probablement la version latinisée du nom par lequel ils s'appelaient.
Avant le VIIe siècle de notre ère, les Votadini ou les Gododdin qui étaient probablement leurs descendants, construisirent un château-fort connu sous le nom de Din Eidyn ou Etin, très certainement dans les limites de l'actuelle Édimbourg. Bien que l'emplacement du château-fort Eidyn ou Etin n'ait pas été repéré, les chercheurs admirent qu'il se trouva soit sur le rocher du château actuel, soit sur le trône d'Arthur ou la colline de Calton.

### Moyen Âge
Les Angles du royaume de Bernicia eurent une influence significative dans ce qui deviendrait successivement Bernicie, Northumbrie, l'Angleterre et finalement le sud-est de l'Écosse, notamment en 638 quand la forteresse des Gododdin fut assiégée par des forces loyales au roi Oswald de Northumbrie. Que cette bataille marquât ou non le passage du contrôle du bastion d'Etin des Celtes de Brythonic aux Northumbrians, c'est à ce moment que la région d’Édimbourg passa aux Northumbrians. Le chroniqueur anglais Siméon de Durham mentionna « qu'il existait une église à Edwineburch en 854 qui passa sous l'autorité de l'évêque de Lindisdane. Loin d'être exclusive, cette influence perdura plus de trois siècles. On n'était pas encore en 950 quand, pendant le règne d'Indulf, le fils de Constantine II, la ville, désignée à ce moment dans la chronique Pictish sous le nom du « oppidum Éden », tomba sous la dépendance des Écossais et finalement resta sous leur juridiction ». Durant ces temps de loi anglo-saxonne, dans ce qui est maintenant l’Écosse du sud-est, quand le nom de la ville acquit son suffixe germanique « burgh », les fondements de la langue que nous connaissons aujourd'hui comme l'écossais furent jetés.
Au XIIe siècle, Édimbourg, bien établie sur le célèbre rocher du château façonné par deux millions d'années d'activité glaciaire, devint l'une des premières municipalités royales écossaises. Fondé au milieu du XIIe siècle, un Burgh de souveraineté distinct, connu comme Canongate et tenu par l'abbaye de Holyrood, s'est développé vers l'est. Au cours du Moyen Âge tardif, Édimbourg se développa rapidement et continua à s'épanouir économiquement et culturellement au cours de la Renaissance. Elle fut au cœur de la réforme en Écosse et des guerres de l'alliance une centaine d'années plus tard.

### Renaissance
En 1603, le roi Jacques VI d’Écosse hérita du trône d'Angleterre, unissant les deux royaumes en une union personnelle connue sous le nom d'Union des couronnes. L’Écosse est restée un royaume souverain avec le Parlement d'Écosse à Édimbourg. Le roi James VI investit Londres où il établit sa cour, maintenant sa juridiction en Écosse à travers son Conseil privé qui ne reçut que des instructions écrites et exécuta sa volonté. En dépit de la promesse de venir tous les trois ans, il ne revint à Édimbourg qu'une fois, en 1617.
Les conflits entre les alliés presbytériens et les Épiscopaliens menèrent en 1639 aux guerres des évêques, conflit initial des guerres des trois royaumes. Pendant la troisième guerre civile anglaise, Édimbourg a été prise par les forces de Commonwealth d'Oliver Cromwell antérieurement à la défaite finale de Charles II à la bataille de Worcester.
À Édimbourg, un mur défensif construit au XVIe siècle principalement comme protection contre une invasion anglaise à la suite de la défaite de James IV à la bataille de Flodden et de ce fait appelé le mur de Flodden, marque toujours les frontières de la ville au XVIIe siècle. Les terrains disponibles pour le développement étant restreints, les maisons montèrent plutôt en hauteur. Les bâtiments de 11 étages furent courants et il y eut des bâtiments records hauts de 14 ou même 15 étages, une version précoce du gratte-ciel d'aujourd'hui. Plusieurs des structures en pierre peuvent encore être vues aujourd'hui dans la vieille ville.
En 1706 et 1707, les actes de l'union furent passés par les Parlements d'Angleterre et d’Écosse unissant les deux royaumes dans le royaume de Grande-Bretagne. Par conséquent, le Parlement d’Écosse a fusionné avec le Parlement d'Angleterre pour former le Parlement de Grande-Bretagne, qui s'établit à Westminster à Londres. Cette union fut combattue par beaucoup d’Écossais et ceci provoqua des émeutes dans la ville.
Tôt, et certainement depuis le XIVe siècle, Édimbourg (comme d'autres municipalités royales d’Écosse) utilisa les armoiries de nombreuses manières, y compris dans les sceaux. En 1732, Lord Lyon, Roi des armoiries, accorda formellement l'« accomplissement » ou les « armoiries ». Ces armoiries furent utilisées par le conseil municipal d’Édimbourg jusqu'à la réorganisation de l'administration locale en Écosse en mai 1975, quand elle fut remplacée par le Conseil de District de la ville d’Édimbourg, et de nouvelles armoiries, basées sur d'antérieures, furent créées en 1996. D'autres réorganisations de l'administration locale intervinrent lors de la formation du Conseil de la Ville d’Édimbourg, et les armoiries furent encore modifiées.

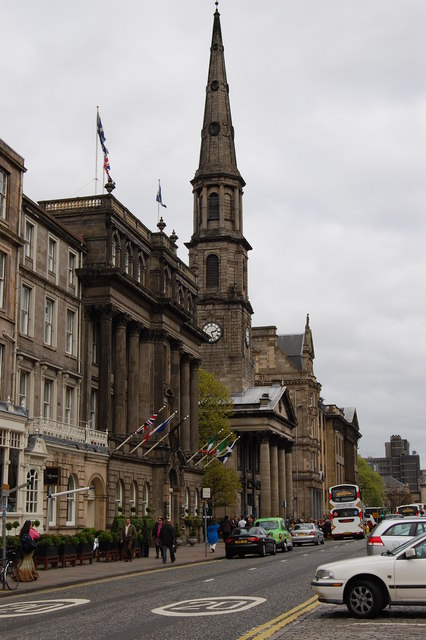
George Street : Hôtel The Principal Edinburgh George Street, à côté des églises St Andrew et St George.

Pendant le soulèvement des Jacobites de 1745, Édimbourg a été brièvement occupée par des forces jacobites avant leur marche sur l'Angleterre. Après leur défaite finale à la bataille de Culloden, près d'Inverness, il y eut une période de représailles et de pacification, principalement dirigées contre les montagnards catholiques. À Édimbourg le monarque de Hanovre tenta de gagner la faveur en soutenant les nouvelles extensions au nord du château, nommant des rues en l'honneur du roi et de sa famille ; George Street, Frederick Street, Hannovre Street et Princes Street, nommées en l'honneur des deux fils de George III.
La ville fut au cœur des Lumières d'Écosse. Des célébrités du continent furent vues dans les rues de la ville, parmi elles de fameux écossais tels que David Hume, Walter Scott, Robert Adam, David Wilkie, Robert Burns, James Hutton et Adam Smith. Édimbourg est devenue un centre culturel important, lui valant le surnom d'Athènes du Nord à cause du style gréco-romain de l'architecture de la ville nouvelle, ainsi qu'à l'élévation de l'élite intellectuelle écossaise qui domina de plus en plus la pensée à la fois écossaise et européenne.

### Temps modernes

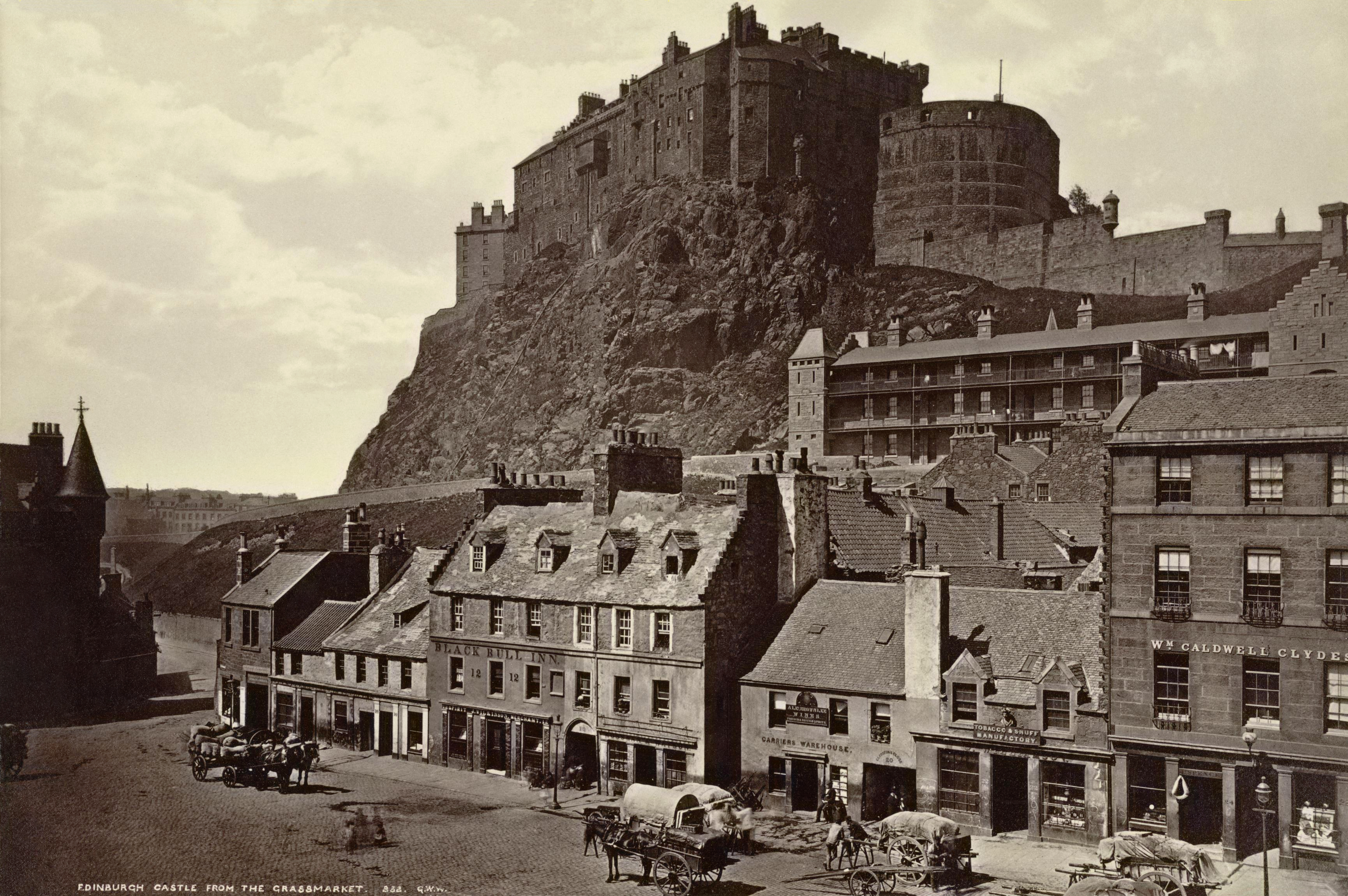
Le château d'Édimbourg depuis Grassmarket vers 1865-1885, photographie de George Washington Wilson.

Au XIXe siècle, Édimbourg, comme beaucoup de villes, s'industrialisa, mais ne se développa pas aussi rapidement que la deuxième ville d’Écosse, Glasgow, qui la dépassa comme plus grande ville dans le pays, profitant considérablement de la prépondérance de l'Empire britannique.
La loi sur l'Écosse de 1998, entrée en vigueur en 1999, établit un Parlement écossais délégué et un exécutif écossais, renommé gouvernement écossais en 2012, tous deux basés à Édimbourg, responsables du gouvernement d’Écosse, avec des domaines réservés tels que la défense, la fiscalité et les affaires étrangères demeurant sous la responsabilité de Westminster.

## Transports

### Aéroport

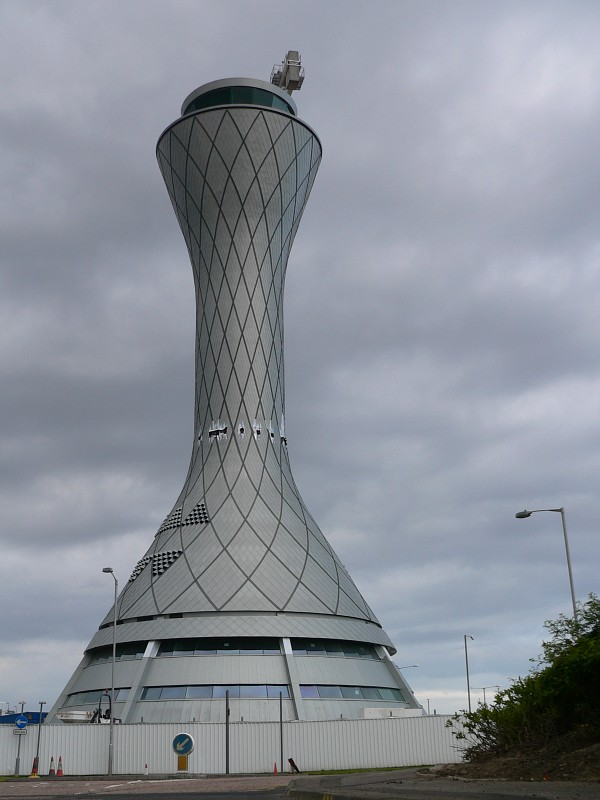
Tour de contrôle de l’aéroport d’Édimbourg.

L’aéroport d’Édimbourg (code IATA : EDI • code OACI : EGPH), situé dans le quartier de Turnhouse, à 8 km à l’ouest de la ville, est la principale porte d’entrée internationale de la ville. L’aéroport est géré par BAA plc, qui gère également les aéroports d’Heathrow, de Gatwick, de Stansted (tous les trois dans la région de Londres), de Glasgow, d’Aberdeen et de Southampton. L’aéroport dessert de nombreuses destinations nationales et internationales et voit passer plus de 13 millions de passagers par an,. Les prévisions estiment que ce chiffre pourrait être de 26 millions d’ici 2030. Un plan de développement pour accompagner la croissance du trafic a été publié indiquant que le terminal d’Édimbourg devrait être agrandi. La possibilité de la création d’une troisième piste d’atterrissage est à l’étude.

### Tramway
En 2006, il a été décidé de construire un réseau de tramway à Édimbourg. Les travaux ayant pris du retard, ce réseau n'a été inauguré qu'en 2014,,. Il compte pour le moment une seule ligne, mais deux autres sont prévues qui relieront l’aéroport international se situant à l’ouest de la ville, Princes Street dans le centre, les quartiers de Leith, Granton et Western Harbour. La ligne a été prolongée jusqu'à Newhaven et Leith et ouverte en juin 2023.
Pourtant, comme beaucoup d’autres villes de Grande-Bretagne, Édimbourg possédait un tramway au début du XXe siècle, circulant jusque dans les quartiers de Leith et de Portobello, mais le service a été abandonné en 1956.

### Bus
Édimbourg possède un large réseau de bus, desservant tous les quartiers de la ville et ses banlieues. Afin de désengorger le centre-ville de la circulation, de nombreux stationnements à la périphérie de la ville sont mis à la disposition des automobilistes pour les inciter à prendre le bus.
La Lothian Buses est la principale compagnie de bus d’Édimbourg. Elle dessert également certaines parties de l’East Lothian et du Midlothian. La Lothian buses est la seule compagnie de bus publique d’Écosse, détenue à 91 % par la ville d’Édimbourg et les 9 % restant par les régions de l’East Lothian, du Midlothian, et du West Lothian.
Une navette permet de relier l’aéroport international au centre-ville.

### Train
La gare de Waverley est la principale gare d’Édimbourg. Située dans le centre-ville, tout près des jardins de Princes Street, elle est utilisée par 13 millions de voyageurs par an. Elle est la principale gare sur la East Coast Main Line, qui relie Londres et Aberdeen, et le point de départ ou le terminus de nombreuses lignes en Écosse. La East Coast et la Virgin Trains font la liaison d’Édimbourg à Londres, la principale destination au départ d'Édimbourg; la CrossCountry relie Aberdeen au sud-ouest de l'Angleterre et First Transpennine Express dessert Manchester. La First ScotRail assure les liaisons en Écosse, ainsi que le train de nuit en voitures-lits Caledonian Sleeper pour Londres.
Édimbourg est dotée d’un réseau ferroviaire urbain assez limité. L’Edinburgh Cross-City Line parcourt la ville d’est en ouest reliant les gares d’Edinburgh Park à l’ouest à celles de Haymarket et de Wayverley dans le centre et de Brunstane et Newcraighall à l’est.

### Routes

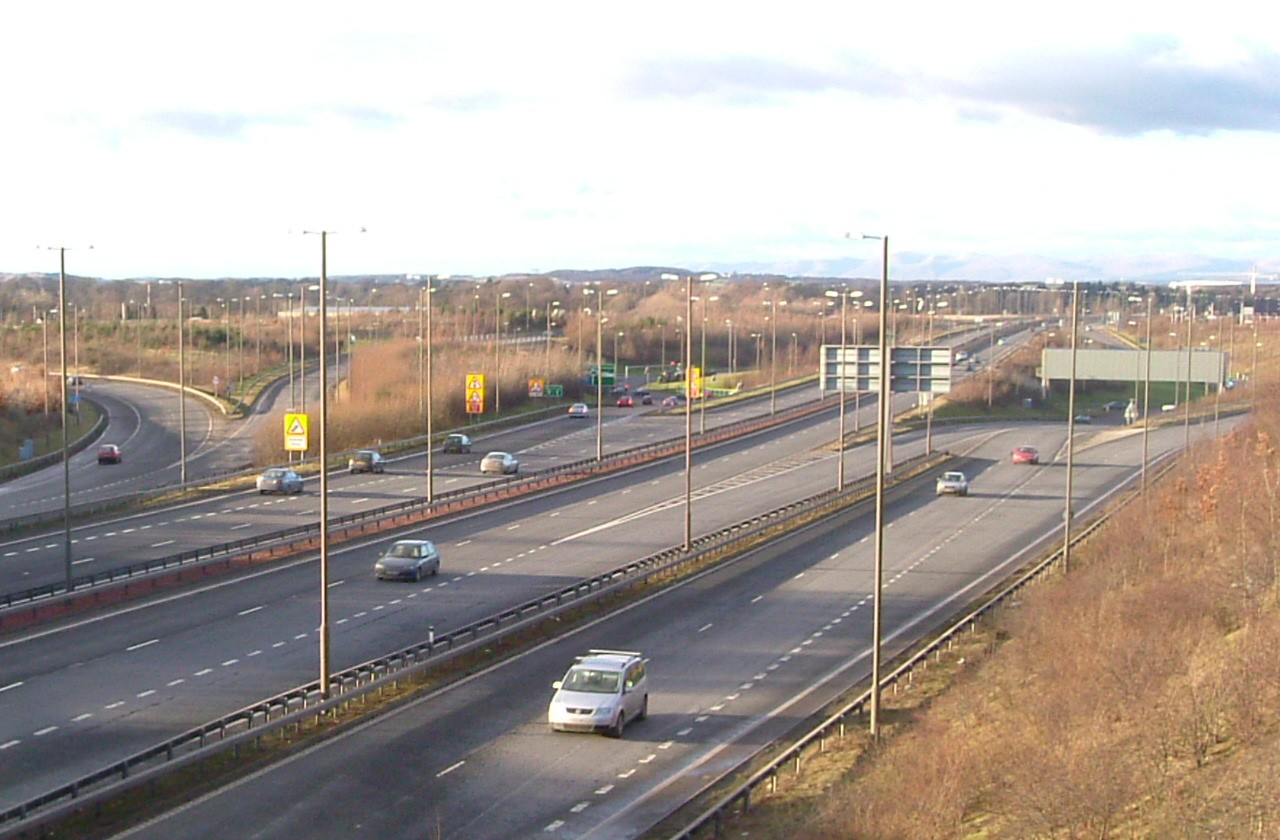
Jonction de la City Bypass A720 et de la M8.

L'A720, également appelée Edinburgh City Bypass, est une des plus importantes routes nationales d’Écosse. Servant de boulevard périphérique, elle n’entoure la ville que par le sud, Édimbourg étant située au bord de la mer. Partent de l’A720 :
- l'A1, qui relie la ville au nord-est de l'Angleterre ;
- l'A702, qui va vers le nord-ouest de l'Angleterre ;
- l'A8 (menant à la M9) en direction de Stirling et du Forth Road Bridge ;
- la M8, route reliant Édimbourg à Glasgow (et jusqu'au Firth of Clyde). Elle est la route la plus empruntée d’Écosse.

L'Edinburgh City Bypass est une 2 × 2 voies tout du long, et est équipée de bandes d'arrêt d’urgence.

## Politique et administration

### Administration municipale

Logo du conseil municipal.

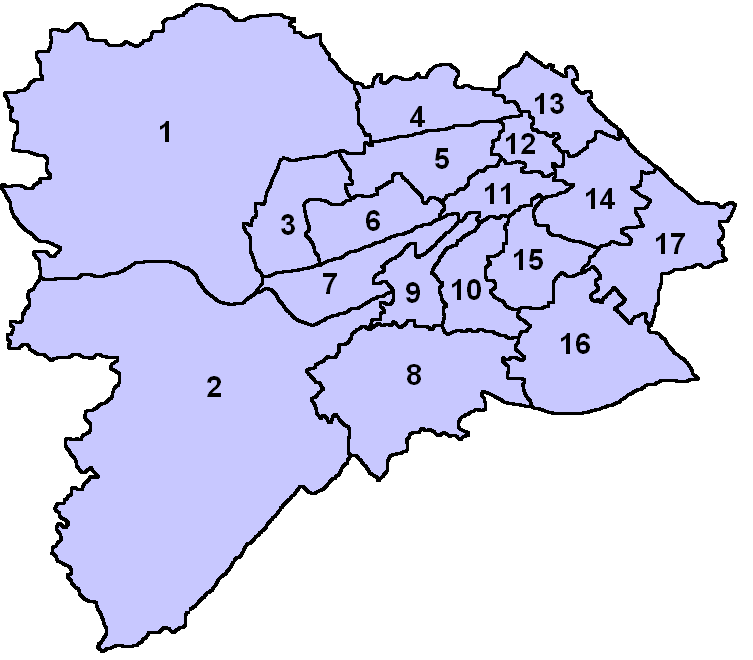
Les 17 districts de la ville d'Édimbourg.

Depuis la réforme de 1996, Édimbourg constitue l'une des 32 subdivisions de l'Écosse, sous la forme d'une autorité unitaire comme désigné par le Local Government, etc. (Scotland) Act 1994, donnant aux grandes villes écossaises plus d'autonomie que les grandes villes anglaises.
Le conseil de la ville (City Council) comprend 63 conseillers élus par les électeurs de la ville pour un mandat de cinq ans. Le conseil se réunit mensuellement à l'hôtel de ville pour prendre les décisions sur les questions importantes et la gestion de la ville. Il vote le budget annuel et est responsable de la gestion des services publics tels que les logements, la planification urbaine, les transports urbains, l'entretien des parcs, la maintenance de la voirie, la propreté urbaine, le développement économique local et le renouvellement urbain. À ces fins, la ville d'Édimbourg est divisée en 17 districts.
La ville d'Édimbourg est actuellement le deuxième plus grand employeur de la région avec un total de 18 617 employés.
Le conseil est présidé par le lord-prévôt (équivalent du maire), Robert Aldridge, membre des  Libéraux-démocrates, depuis 2022.

### Composition du conseil
| Élections | Parti national écossais | Conservateurs | Travaillistes | Libéraux- démocrates | Verts |
| --------- | ----------------------- | ------------- | ------------- | -------------------- | ----- |
| 2003      | -                       | 13            | 30            | 15                   | -     |
| 2007      | 12                      | 11            | 15            | 17                   | 3     |
| 2012      | 18                      | 11            | 20            | 3                    | 6     |
| 2017      | 19                      | 18            | 12            | 6                    | 8     |
| 2022      | 19                      | 9             | 12            | 13                   | 10    |

### Institutions écossaises

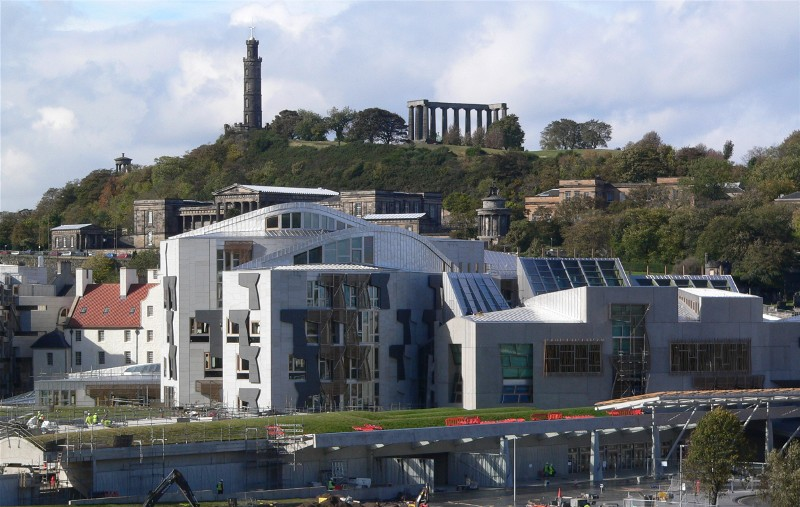
Le Parlement écossais à Édimbourg.

En tant que capitale de l’Écosse, Édimbourg abrite le siège du Parlement, du gouvernement écossais et les principaux bureaux du gouvernement écossais.
Au Parlement écossais, la ville est représentée par six membres (Members of the scottish Parliament, MSPs) élus des circonscriptions d’Édimbourg centre, est et Musselburgh, nord et Leith, ouest, Pentlands et sud. En outre, la région des Lothians dont fait partie Édimbourg élit neuf représentants à la proportionnelle, dont sept pour la seule ville d’Édimbourg. Par conséquent, celle-ci est représentée par treize membres au total.

### Institutions britanniques
Au Parlement du Royaume-Uni, la ville est représentée par cinq députés à la Chambre des communes, élus dans les cinq circonscriptions d’Édimbourg est, nord et Leith, ouest, sud et sud-ouest. Avec la redéfinition des circonscriptions en 2005, le siège d’Édimbourg Pentlands est devenu plus largement celui d’Édimbourg sud-ouest. Édimbourg centre a été partagé entre les autres circonscriptions.

### Jumelages
Édimbourg est jumelée avec ;
| Ville | Ville                | Pays | Pays             | Période                       |
| ----- | -------------------- | ---- | ---------------- | ----------------------------- |
|       | Aalborg,             |      | Danemark         | depuis 1991                   |
|       | Aalborg              |      | Danemark         | depuis 1964                   |
|       | Cracovie,            |      | Pologne          | 3 avril 1995 - septembre 2024 |
|       | Dunedin,             |      | Nouvelle-Zélande | depuis le 1er juillet 1974    |
|       | Florence,            |      | Italie           | depuis 1964                   |
|       | Kiev,                |      | Ukraine          | depuis le 17 juillet 1989     |
|       | Kyoto                |      | Japon            | depuis 1994                   |
|       | Munich,              |      | Allemagne        | depuis 1954                   |
|       | Nice,                |      | France           | depuis 1958                   |
|       | préfecture de Kyoto, |      | Japon            | depuis le 29 août 1997        |
|       | Saint-Pétersbourg,   |      | Russie           | depuis 1995                   |
|       | San Diego,           |      | États-Unis       | depuis 1977                   |
|       | Shenzhen,            |      | Chine            | depuis le 14 mai 2019         |
|       | Ségovie              |      | Espagne          |                               |
|       | Vancouver,           |      | Canada           | depuis 1977                   |
|       | Vilnius,             |      | Lituanie         | depuis 1994                   |
|       | Xi'an,               |      | Chine            | depuis 1985                   |

## Population et société

### Démographie
L’Office Général des Registres (General Register Office for Scotland) estimait la population d'Édimbourg en 2005 à 457 830 habitants. Une augmentation si l’on se réfère aux chiffres du recensement de 2001 qui établissait la population d’Édimbourg à 448 624 habitants. La population serait partagée entre 218 008 hommes et 235 662 femmes. Alors que la population d’Édimbourg vieillit, la large proportion de jeunes étudiants dans les universités de la ville permet en quelque sorte de pallier ce problème démographique. Le nombre d'habitants de la ville a augmenté les vingt dernières années et a atteint 500 000 habitants en 2020. Édimbourg possède aussi l'une des populations les plus qualifiées d’Europe, avec plus de diplômés d'université par habitant que n'importe quelle autre ville européenne.
| 1755   | 1791   | 1811   | 1821    | 1831    | 1841    | 1851    | 1861    | 1871    | 1881    | 1891    |  |
| ------ | ------ | ------ | ------- | ------- | ------- | ------- | ------- | ------- | ------- | ------- |  |
| 57 195 | 81 865 | 82 624 | 112 235 | 136 054 | 138 182 | 160 511 | 168 121 | 196 979 | 228 357 | 261 225 |  |
|        |        |        |         |         |         |         |         |         |         |         |  |

| 1901                                                                                 | 1911    | 1921    | 1931    | 1951    | 1961    | 1971    | 1981    | 1991    | 2001    | 2004    |
| ------------------------------------------------------------------------------------ | ------- | ------- | ------- | ------- | ------- | ------- | ------- | ------- | ------- | ------- |
| 316 837                                                                              | 320 318 | 420 264 | 439 010 | 466 761 | 468 361 | 453 575 | 425 575 | 418 914 | 448 624 | 453 670 |
| Jusqu’en 1871, population de Leith incluse. Sources : Ville d’Édimbourg et Edinphoto |         |         |         |         |         |         |         |         |         |         |

### Éducation

#### Enseignement supérieur
L’université d’Édimbourg a été fondée par une charte royale en 1583, elle est ainsi la quatrième plus ancienne université d’Écosse. Le Old College bâti sur South Bridge, date des années 1820. Mais l’institution continuant à croître en nombre d’élèves, de nouveaux bâtiments furent construits autour de George Square où l’université demeure. L'université a été classée 16e meilleure université du monde dans le classement mondial des universités QS en 2022.
Le Collège royal de chirurgie (Royal College of Surgeons) et le Collège Royal de médecine (Royal College of Physicians) ont également été créés par chartes royales, respectivement en 1506 et 1681. La Trustees Drawing Academy of Edinburgh fut fondée en 1760, avant de devenir en 1907 l'Edinburgh College of Art (école d'art). La Queen Margaret University, fondée en 1875 en tant qu'école pour filles est aujourd'hui spécialisée dans les soins médicaux, les médias et les affaires.
Dans les années 1960, apparaissent l'université Heriot-Watt et le Napier Technical College. L'histoire de Heriot-Watt remonte à 1821, lorsque fut ouverte une école d'éducation technique pour la classe ouvrière. Heriot-Watt, situé à Riccarton à l'ouest de la ville, possède une solide réputation dans le domaine de l'ingénierie et fait partie des 4 meilleures universités mondiales en géosciences pétrolières. Le Napier College fut renommé Napier Polytechnic dans les années 1980, et obtint le statut d'université en 1992. L'université Napier (Napier University) possède désormais plusieurs campus dans les quartiers sud et ouest de la ville.

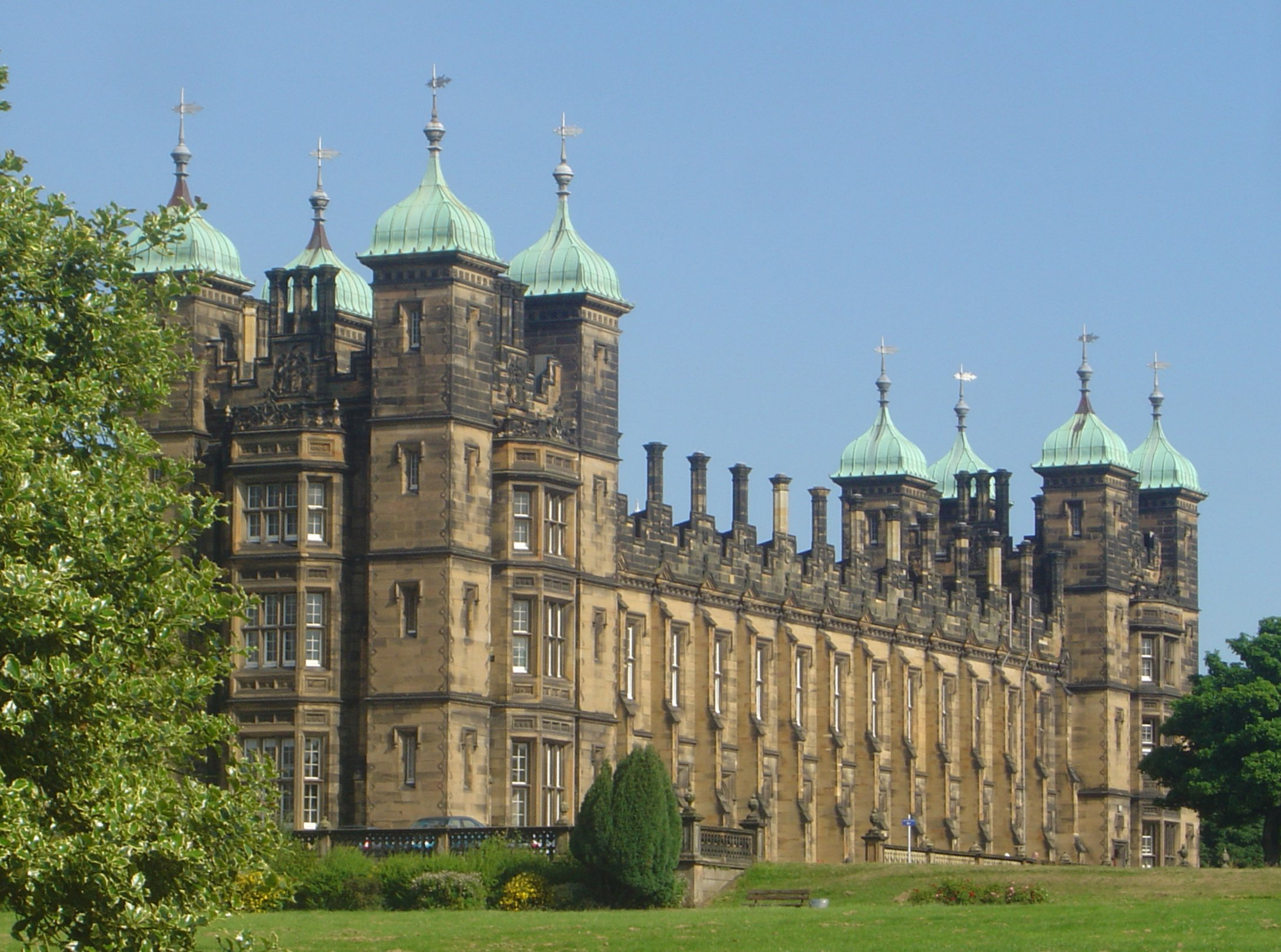
Donaldson College.

On trouve d'autres écoles offrant un enseignement supérieur à Édimbourg. Celles-ci sont entre autres, le Telford College, ouvert en 1968, le Stevenson College, ouvert en 1970. L'École écossaise d'agriculture (Scottish Agricultural College) possède également un campus au sud de la ville.

#### Enseignement secondaire
Édimbourg abrite des Lycées prestigieux, dont le Royal High School, considéré comme le plus vieux de la ville, et le Donaldson's College, destiné aux enfants sourds. Parmi les établissements privés, on peut signaler l'Edinburgh Academy, le Fettes College, George Heriot's School (fondé en 1628), George Watson's College, Stewart's Melville College et Merchiston Castle School.

## Sports
Football
Édimbourg possède deux clubs professionnels de football : Hibernian FC et Heart of Midlothian FC, communément appelés Hibs et Hearts, les deux équipes évoluent dans la Scottish Premiership. Le derby opposant les deux équipes est l'un des plus anciens du monde. On trouve à Édimbourg d’autres clubs, semi-professionnels tels que Edinburgh University, Spartans (en) ou Edinburgh City. Bien qu’Édimbourg soit la capitale, l’équipe d’Écosse de football joue à Hampden Park à Glasgow. Deux anciens clubs professionnels, aujourd'hui disparus, étaient basés à Édimbourg : Leith Athletic et St Bernard's.
Rugby à XV
L’équipe nationale d'Ecosse de rugby à XV est basée au stade de Murrayfield, le plus grand stade d'Ecosse avec ses 67 000 places. Les matchs internationaux sont joués dans ce stade, propriété du Scottish Rugby Union (Murrayfield est aussi utilisé pour différents événements comme des concerts).
L’équipe professionnelle Edinburgh Rugby joue en United Rugby Championship au stade de Murrayfield.
Hockey sur glace
Les Edinburgh Capitals sont une des plus grandes équipes de hockey sur glace du Royaume-Uni. Le club joue ses matchs à domicile à la patinoire de Murrayfield. Ils sont actuellement les seuls représentants écossais parmi l’élite.
Rugby à XIII
L'équipe possède une équipe de rugby à XIII, les Aigles d'Edimbourg. Le club organise régulièrement des tournois de rugby à IX et reçoit des équipes étrangères en test-match, comme l'équipe italienne des Saluzzo Roosters en 2018. L'équipe s'inscrit également au tout premier Euro XIII en 2020.
Événements sportifs
Édimbourg a accueilli différents événements sportifs internationaux, dont les Jeux du Commonwealth britannique en 1970 et les Jeux du Commonwealth en 1986. Pour les jeux de 1970, la ville fit construire des installations aux standards olympiques dont la piscine (Royal Commonwealth pool) et le stade de Meadowbank.
Le Marathon d'Édimbourg se tient dans la ville chaque année depuis 2003 avec plus de 16 000 participants à chaque édition,.

### Communautés religieuses

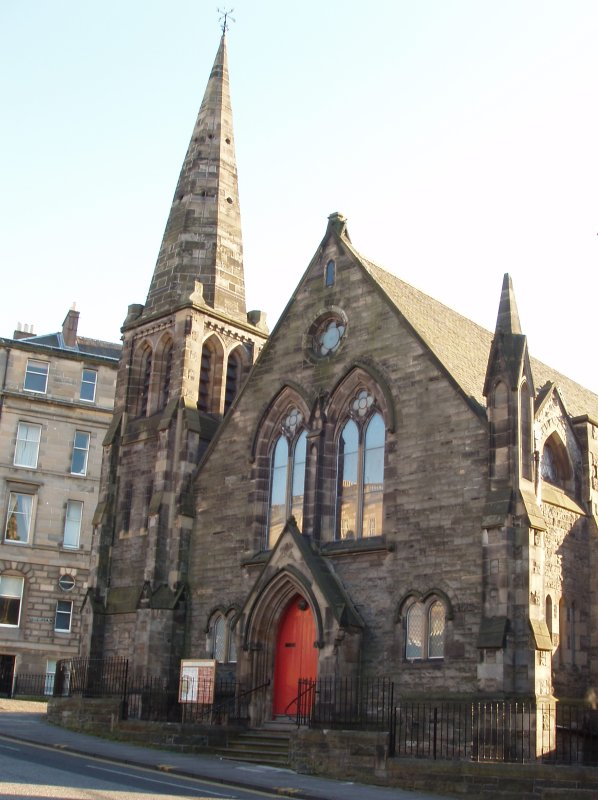
Bellevue Chapel, église évangélique, Rodney Street.

- L'Église d'Écosse, la communauté religieuse presbytérienne la plus importante d'Édimbourg dont le principal édifice est la cathédrale Saint-Gilles ;
- L'Église catholique est également bien implantée dans la cité. Ses structures les plus notables sont la cathédrale catholique Sainte-Marie, le Sacré-Cœur de Jésus et l'église Saint-Patrick. Le doyenné d'Édimbourg fait partie de l'archidiocèse catholique de Saint-André et d'Édimbourg dont le siège est vacant depuis la démission du cardinal Keith O'Brien, considéré comme le primat des évêques catholiques écossais ;
- L'Église épiscopalienne écossaise, anglicane, possède un certain nombre d'églises dont la principale est la cathédrale épiscopalienne Sainte-Marie. Les épiscopaliens édimbourgeois font partie du diocèse épiscopalien d'Édimbourg ;
- L'Église Libre d'Écosse, toujours d'obédience presbytérienne, mais de spiritualité calviniste conservatrice.
- La ville abrite également une Synagogue et une Mosquée.

## Économie

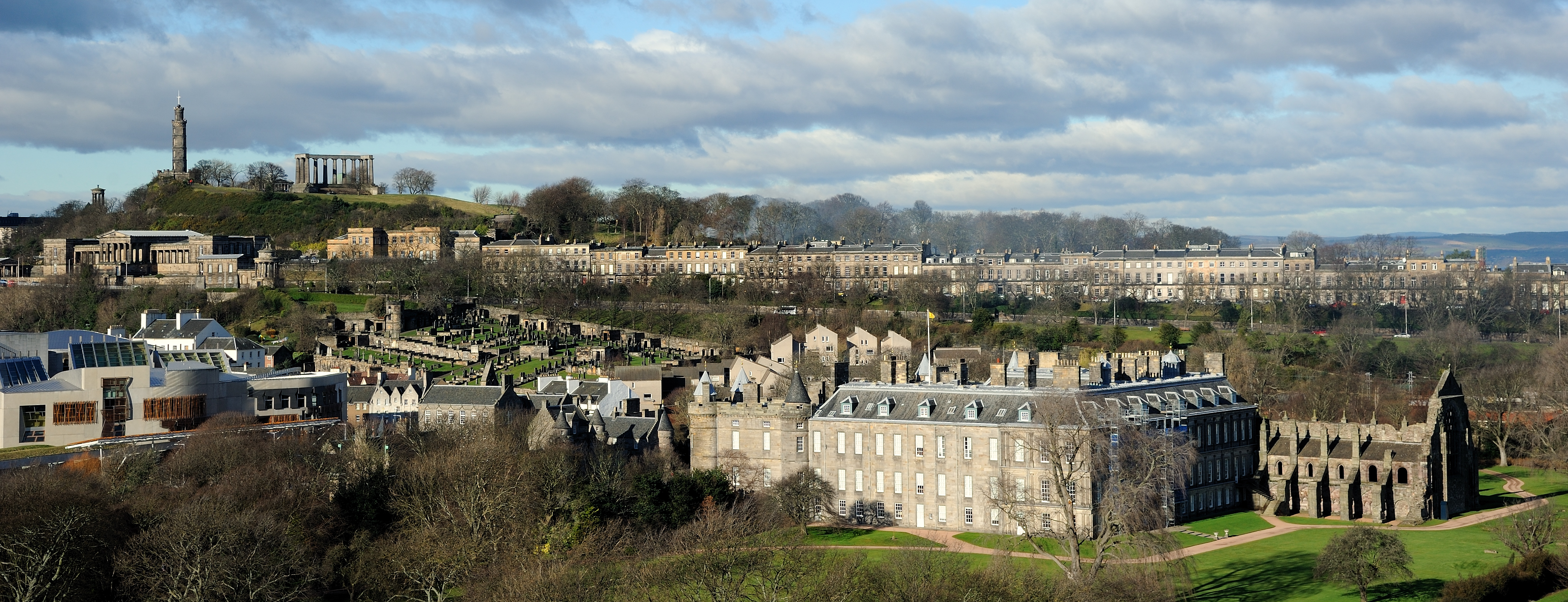
La Holyrood Abbey.

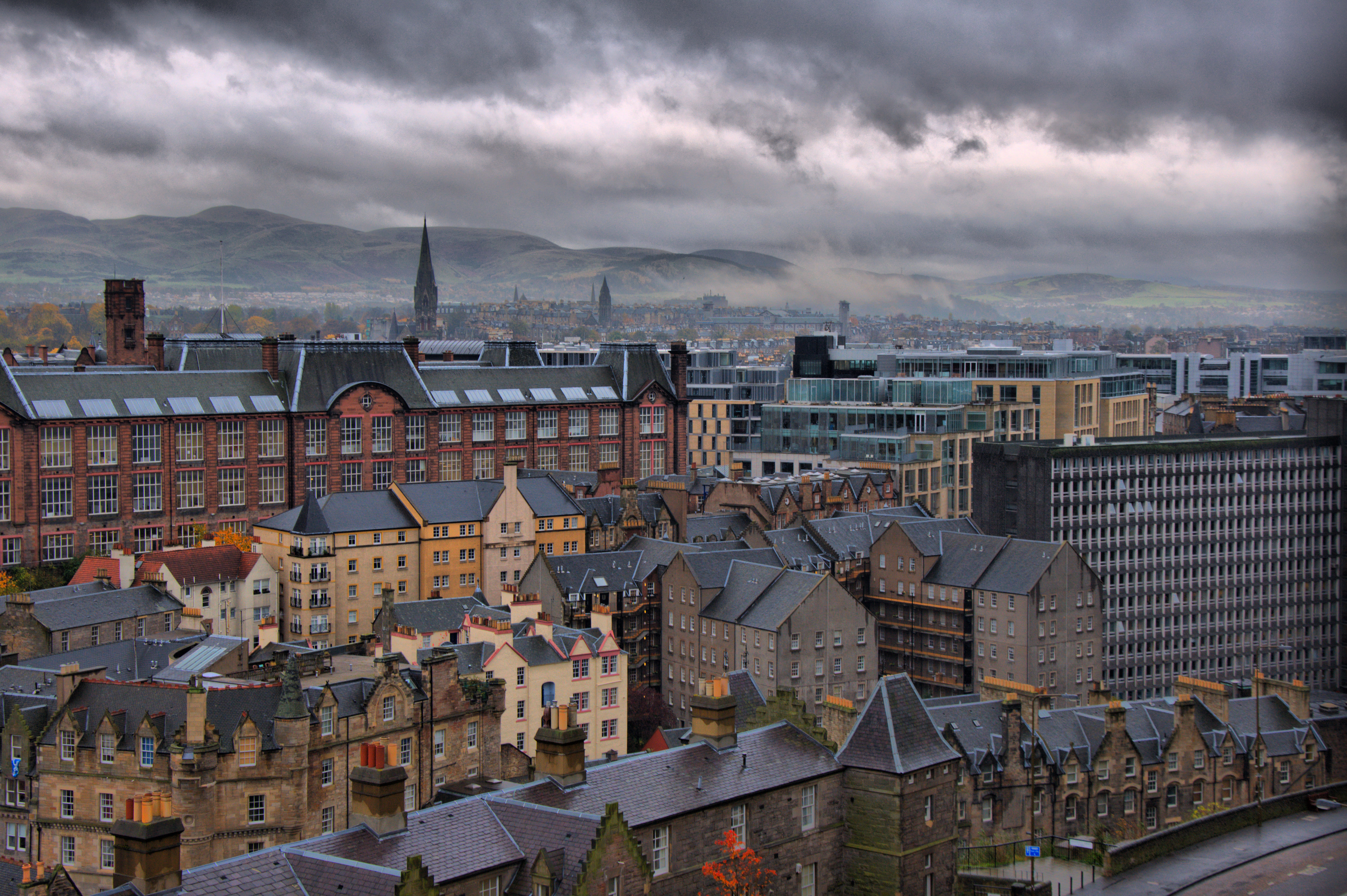
Centre-ville d'Édimbourg.

Édimbourg a toujours été l'une des villes les plus prospères de Grande-Bretagne. Depuis 1999 et l'implantation du Parlement écossais dans la ville, Édimbourg possède une bonne santé économique grâce aux effets de cette décentralisation et à l'augmentation des embauches due à l'arrivée de services gouvernementaux qui ont attiré un grand nombre d'entreprises. Les taux de chômage sont parmi les plus bas du Royaume-Uni (aux alentours de 2,4 %) et les taux de création d'emploi parmi les plus hauts. La population d'Édimbourg croît rapidement, principalement grâce à l’immigration, essentiellement en provenance du reste du Royaume-Uni. Cette forte croissance apporte cependant une forte pression sur la ceinture verte, en particulier à l'ouest de la ville où le développement d'entreprises et des habitations est intense et provoque un étalement urbain.
Le budget de la ville pour 2006 est de 847,7 millions de livres sterling, tandis que les dépenses annuelles représentent environ un milliard de livres sterling. Le budget de la ville provient du gouvernement central à hauteur de 55 %, pour 25 % des impôts locaux (Council Tax) et pour 20 % des taxes sur les entreprises.

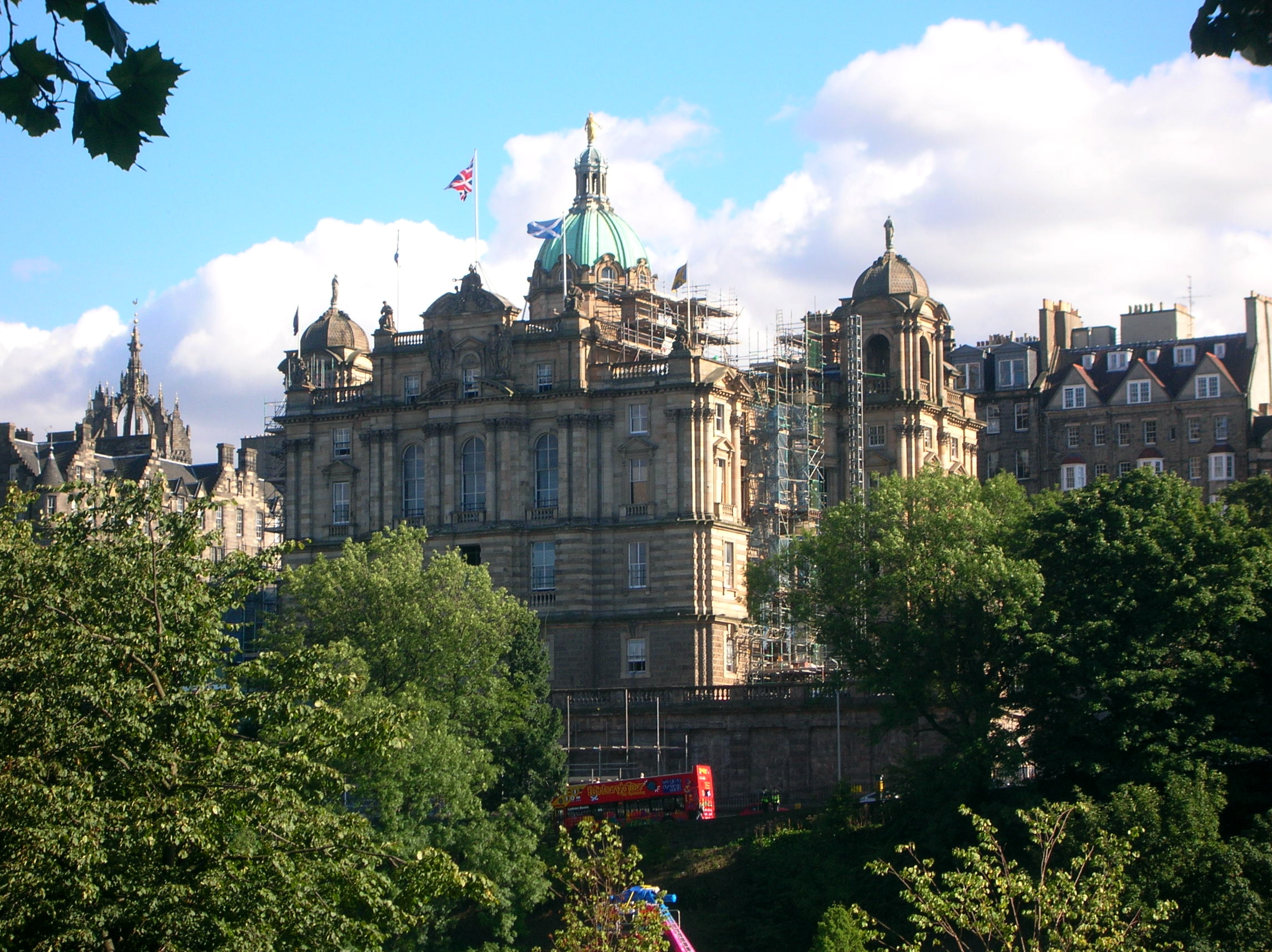
La Bank of Scotland en plein cœur d’Édimbourg.

L’économie d’Édimbourg est largement basée sur le secteur des services, principalement autour du tourisme, des services financiers, de l'éducation et de la recherche en haute technologie. La Bank of Scotland (Banque d’Écosse), fondée en 1695 par une loi du Parlement britannique et qui fait désormais partie du Lloyds Banking Group, a conservé son siège à Édimbourg. La Royal Bank of Scotland (Banque Royale d’Écosse) fut, quant à elle, fondée en 1747 et est désormais la 5e banque mondiale par capitalisation boursière. En 2005, elle a déménagé dans son nouveau siège à l'ouest de la ville. Édimbourg est le deuxième plus grand centre financier du Royaume-Uni après Londres et le cinquième en Europe. Même si la ville n'a pas de Bourse, elle a joué un rôle important dans l'Histoire des bourses de valeurs.
La New Town et le centre-ville ont traditionnellement toujours abrité les sièges sociaux de nombreuses entreprises. Cependant, avec les besoins modernes, beaucoup ont déménagé. Immédiatement à l'ouest du centre-ville se situe le quartier de la bourse (Exchange business district), qui accueille désormais les sièges des sociétés employant un grand nombre de personnes dans la ville telles que Scottish Widows, Standard Life, Clydesdale Bank…
Edinburgh Park est un parc d’activité à l'ouest de la ville, près de l'aéroport. Avec l'ouverture du siège de la Royal Bank of Scotland, ce sont près de 20 000 personnes qui travaillent dans les faubourgs ouest d'Édimbourg.
De nos jours les centres commerciaux sont importants. Le St James Centre et le Princes Mall ont ouvert la voie dans la partie est du centre ville dans les années 1970, puis le Cameron Toll dans les années 1980. Plus récemment, de grands centres commerciaux se sont développés à l'extérieur du centre ville et dans les banlieues de la ville, tels que Ocean Terminal à Leith ou Gyle près de Edinburgh Park.

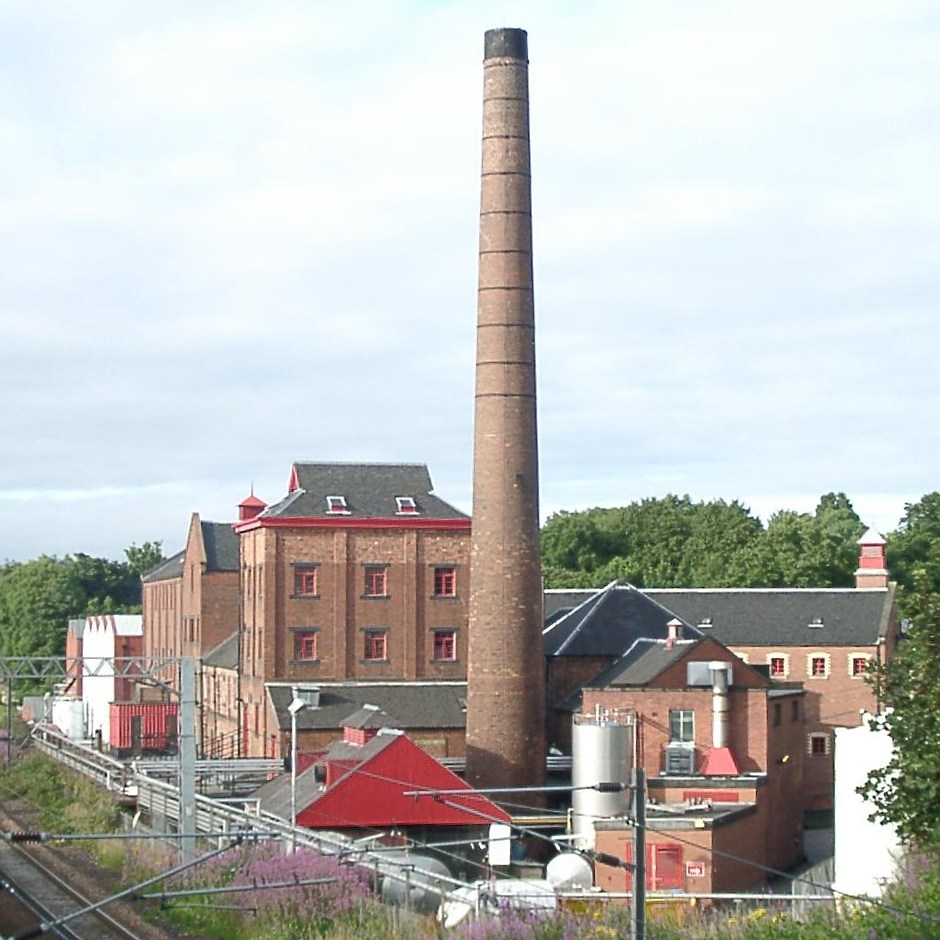
La brasserie Caledonian Brewery.

Le brassage de la bière est une industrie traditionnelle de la ville. Avec la fermeture de la brasserie Fountainbridge en 2005, la Caledonian Brewery est désormais la plus grande brasserie d’Édimbourg.
Le secteur du tourisme est un des principaux soutiens de l’économie de la ville. Édimbourg est la principale destination des touristes en Écosse et la seconde dans le Royaume-Uni après Londres, et son importance grandit un peu plus chaque année, soutenue par la croissance de l’aéroport d’Édimbourg et un réseau ferroviaire reliant bien la ville au reste du royaume. Le Festival international d’Édimbourg attire chaque année un nombre important de visiteurs ainsi que la fête de Hogmanay au Nouvel An. Les festivals d’Édimbourg du mois d’août doublent la population et génèrent à eux seuls un revenu de 135 millions de livres sterling dans l’économie de la ville.
Un autre élément de l'industrie du tourisme est le tourisme d'affaires qui est un autre contributeur majeur à l'économie de la ville.
Le 12 mars 2004, Édimbourg s'est vu attribuer le statut de Fairtrade City, pour son engagement dans la promotion du commerce équitable.

## Culture locale et patrimoine

### Événements annuels

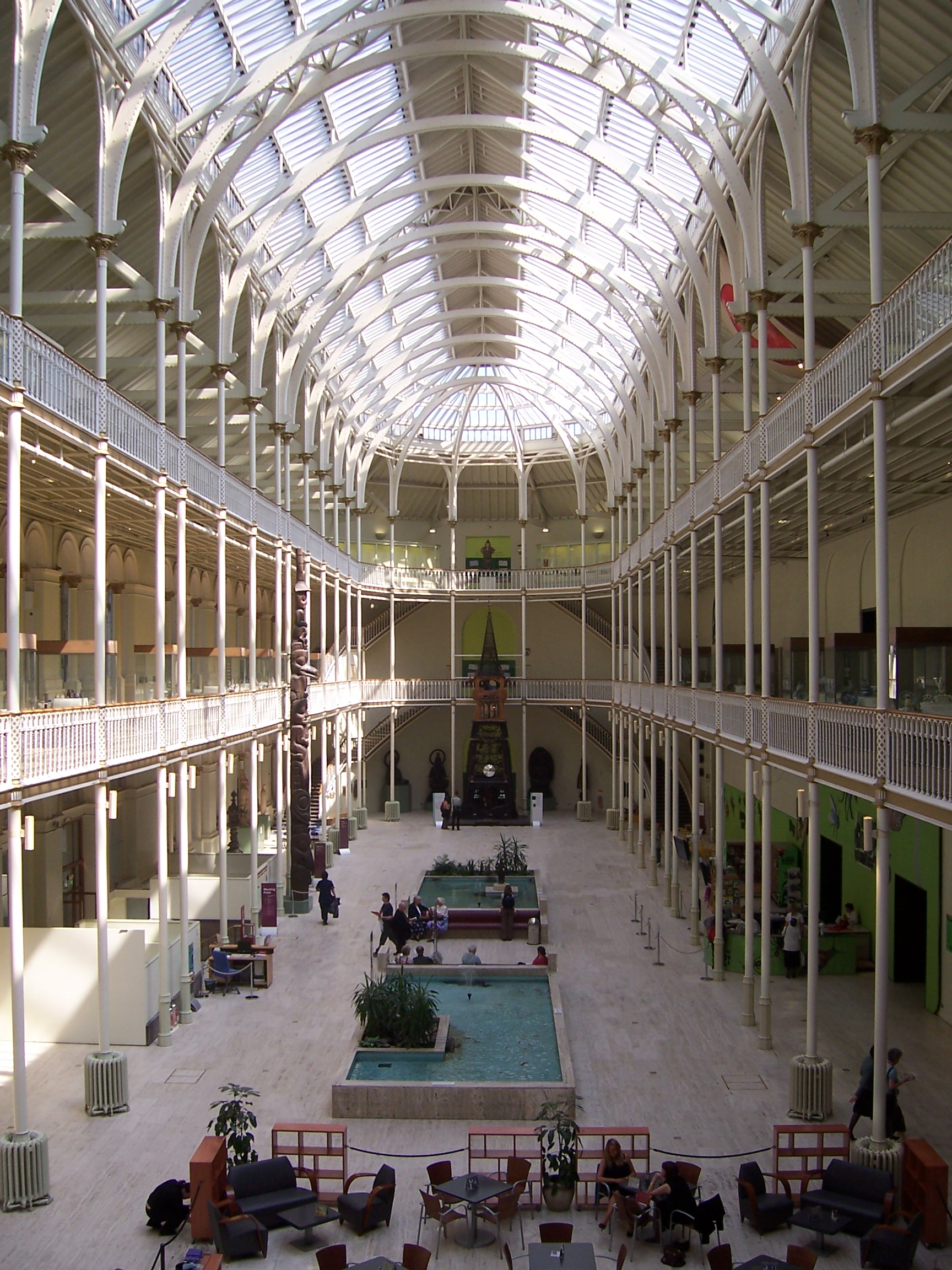
Hall du Musée Royal d'Écosse.

Édimbourg est particulièrement renommée pour son festival international de théâtre, opéra, musique et danse qui a lieu tous les étés au mois d'août depuis 1947 et qui rassemble près d'un million de personnes. Mais en réalité, un certain nombre d'autres festivals se tiennent en même temps et ne comptent pas pour peu dans l'affluence que connaît la ville. Il s'agit en particulier du Fringe, festival d'arts festifs qui attire désormais plus de monde que le festival originel, du Festival international du film d'Édimbourg, de celui du livre et du Edinburgh Military Tattoo, grande compétition de musique militaire.
Hogmanay est la fête du Nouvel An à Édimbourg. Les célébrations liées au passage à la nouvelle année ont lieu du 31 décembre jusqu’au 2 janvier. Concerts celtiques ou pop-rock, jeux de lumière, danse traditionnelle, cornemuses et bars en plein air : la traditionnelle Hogmanay propose un marathon festif.
Le festival de Beltane se tient tous les ans le 1er mai, sur la colline de Calton Hill.

#### Festivals
Le Festival d’Édimbourg est un ensemble de festivals ayant lieu en chaque année en août dans la ville. Ses différentes composantes sont :
- Festival international d'Édimbourg, le festival original et « officiel ». On y trouve des représentations de théâtre classique et contemporain, de l’opéra, de la musique et de la danse ;
- Edinburgh Festival Fringe, un festival en marge du festival international est désormais plus important et est le plus grand festival d’art de rue du monde[101] ;
- Edinburgh Military Tattoo, un spectacle de parades militaires sur l’esplanade du château, avec kilts, cornemuses et tambours ;
- Edinburgh International Film Festival, un festival du film, au cinéma Edinburgh Filmhouse ;
- Edinburgh International Book Festival, un festival du livre ;
- Festival de jazz et de blues d'Édimbourg ;
- Edinburgh International Television Festival ;
- Edinburgh Interactive Entertainment Festival ;
- Edinburgh Mela.

### Musées
Édimbourg possède trois musées de grande importance :
- la National Gallery of Scotland qui regroupe la plus importante collection d'Écosse de sculptures et de peintures européennes allant de la Renaissance au Post-Impressionnisme, avec en particulier des œuvres de Gauguin, Cézanne, Monet, Vélasquez, etc.
- le Musée royal d'Écosse qui date de l'ère victorienne et se spécialise dans la géologie, l'archéologie, l'histoire naturelle, la science, la technologie et l'art. On y trouve notamment la brebis Dolly, premier mammifère cloné au monde ;
- le Musée de l'Écosse qui est un musée moderne consacré à l'histoire, au peuple et à la culture de l'Écosse. Particularité intéressante, il est gratuit pour tous et ceci en permanence.

Edimbourg abrite aussi l'une des trois National Portrait Galleries d'Ecosse.

### Autres attractions touristiques
Le zoo d'Edimbourg, qui s'étend sur 33 hectares, est célèbre pour sa parade des manchots et ses pandas géants, et est le deuxième site payant le plus visité d'Ecosse. Le jardin botanique royal d'Édimbourg, fondé en 1670, est le deuxième plus ancien du Royaume-Uni et s'étend sur 28 hectares dans le quartier d'Inverleith.

## Personnalités
Édimbourg a une longue tradition littéraire, qui est devenue particulièrement évidente pendant les Lumières écossaises. Cet héritage et la vie littéraire animée de la ville à l’heure actuelle lui ont valu d’être déclarée première ville UNESCO de littérature en 2004. Parmi les auteurs éminents qui ont vécu à Édimbourg, citons l’économiste Adam Smith, né à Kirkcaldy et auteur de La Richesse des Nations, James Boswell, biographe de Samuel Johnson ; Sir Walter Scott, créateur du roman historique et auteur d’œuvres telles que Rob Roy, Ivanhoeet Heart of Midlothian ; James Hogg, auteur de Confession du pêcheur justifié ; Robert Louis Stevenson auteur de L’île au trésor, et L’étrange cas du Dr Jekyll et de M. Hyde ; Arthur Conan Doyle, le créateur de Sherlock Holmes ; Muriel Spark, auteure de The Prime of Miss Jean Brodie ; Irvine Welsh, auteur de Trainspotting, dont les romans se déroulent principalement dans la ville et sont souvent écrits en écossais familier ; Rankin, auteur de la série de thrillers policiers Inspector Rebus, Alexander McCall Smith, auteur de la série N° 1 Ladies' Detective Agency et J. K. Rowling, auteur de Harry Potter, qui a écrit une grande partie de son premier livre dans les cafés d’Édimbourg et vit maintenant dans le quartier de Cramond de la ville.
L’Écosse a une riche histoire de science et d’ingénierie, Édimbourg produisant un certain nombre de personnalités de premier plan. John Napier, inventeur des logarithmes, est né à Merchiston Tower et a vécu et est mort dans la ville. Sa maison fait maintenant partie du campus d’origine de l’Université Napier, ainsi dénommée en son honneur. Il est enterré sous l’église St Cuthbert. James Clerk Maxwell, fondateur de la théorie moderne de l’électromagnétisme, est né au 14 India Street (aujourd’hui le siège de la Fondation James Clerk Maxwell) et a fait ses études à l’Académie d’Édimbourg et à l’Université d’Édimbourg tout comme l’ingénieur et pionnier du téléphone Alexander Graham Bell.
Parmi les autres noms liés à la ville, citons le physicien Max Born, l’un des principaux fondateurs de la mécanique quantique et lauréat du prix Nobel ; Charles Darwin, le biologiste qui a proposé la théorie de la sélection naturelle ; David Hume, philosophe, économiste et historien ; James Hutton, considéré comme le « père de la géologie » ; Joseph Black, le chimiste qui a découvert le magnésium et le dioxyde de carbone, et l’un des fondateurs de la thermodynamique ; les chercheurs médicaux pionniers Joseph Lister et James Young Simpson ; le chimiste et découvreur de l’azote Daniel Rutherford ; Colin Maclaurin, mathématicien et développeur de la série de Maclaurin et Ian Wilmut, le généticien impliqué dans le clonage de la brebis Dolly juste à l’extérieur d’Édimbourg, à l’Institut Roslin. La carcasse empaillée de la brebis Dolly est maintenant exposée au Musée national d’Écosse. Le dernier d’une longue lignée de célébrités scientifiques associées à la ville est le physicien théoricien, lauréat du prix Nobel et professeur émérite à l’Université d’Édimbourg Peter Higgs, né à Newcastle mais résidant à Édimbourg pendant la majeure partie de sa carrière universitaire, d’après lequel la particule du boson de Higgs a été nommée.
Édimbourg a été le lieu de naissance d’acteurs comme Alastair Sim et Sean Connery, connus pour être le premier James Bond cinématographique, le comédien et acteur Ronnie Corbett, mieux connu comme l’un des deux Ronnies et l’impressionniste Rory Bremner. Parmi les artistes célèbres de la ville, citons les portraitistes Henry Raeburn, David Wilkie et Allan Ramsay.
La ville a produit ou accueilli des musiciens très performants au cours des dernières décennies, notamment Ian Anderson, leader du groupe Jethro Tull, The Incredible String Band, le duo folk The Corries, Wattie Buchan, chanteur principal et membre fondateur du groupe punk The Exploited, Shirley Manson, chanteuse principale du groupe Garbage, les Bay City Rollers, Les Proclaimers, Boards of Canada et Idlewild.
Édimbourg est le lieu de naissance de l’ancien Premier ministre britannique Tony Blair, qui a fréquenté le Fettes College de la ville.
Un autre résident bien connu d’Édimbourg était Greyfriars Bobby. Le petit skye terrier aurait veillé sur la tombe de son maître décédé à Greyfriars Kirkyard pendant 14 ans dans les années 1860 et 1870, donnant naissance à une histoire de dévotion canine qui joue un rôle dans l’attraction des visiteurs dans la ville.
- Jane Pirie (1779-1833), enseignante, y a ouvert une école de filles.
- Georgina Archer (1827-1882), enseignante, fondatrice d'une école pour jeunes femmes à Berlin.
- Stella Kon (née en 1944 à Édimbourg), dramaturge singapourienne.